# Liste von Persönlichkeiten der Stadt Glasgow
Die folgende Liste enthält in Glasgow geborene Persönlichkeiten, chronologisch aufgelistet nach dem Geburtsjahr. Ob die Personen ihren späteren Wirkungskreis in Glasgow hatten oder nicht, ist dabei unerheblich. Viele sind im Laufe ihres Lebens von Glasgow weggezogen und andernorts bekannt geworden. Die Liste erhebt keinen Anspruch auf Vollständigkeit.

## In Glasgow geborene Persönlichkeiten

### 15.–17. Jahrhundert
- Wilhelm Elphinstone (1431–1514), Staatsmann und Bischof von Aberdeen
- Thomas Pollock (1654–1722), Kolonialgouverneur der Province of North Carolina

### 18. Jahrhundert

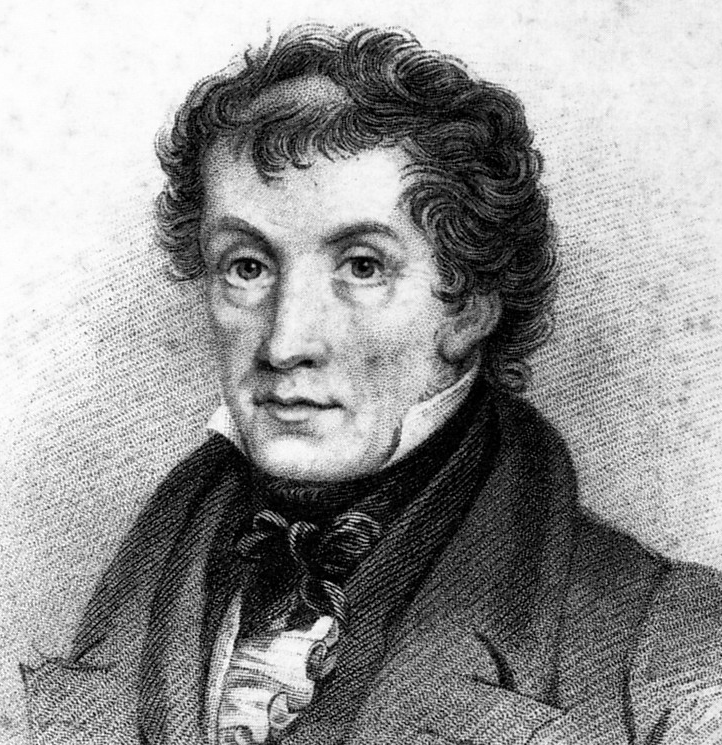
John Claudius Loudon
(1783–1843)

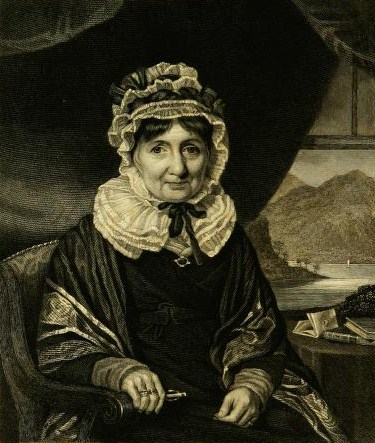
Anne Grant
(1755–1838)

- William Irvine (1743–1787), Chemiker
- James McGill (1744–1813), schottisch-kanadischer Unternehmer, Offizier und Philanthrop
- George Bogle (1746–1781), Abenteurer und Diplomat[1][2][3]
- Anne Grant (1755–1838), Schriftstellerin
- John Moore (1761–1809), General während der Napoleonischen Kriege
- Thomas Munro, 1. Baronet (1761–1827), Offizier, Kolonialbeamter, Gouverneur von Madras
- Joanna Baillie (1762–1851), Dichterin der Romantik
- Thomas Muir of Huntershill (1765–1799), Reformer und Strafgefangener
- Charles Macintosh (1766–1843), Erfinder
- John Maclean (1771–1814), Chemiker
- Robert Stevenson (1772–1850), Leuchtturmbauer
- Thomas Campbell (1777–1844), Dichter
- Andrew Ure (1778–1857), Mediziner und Professor für Naturgeschichte und Chemie
- John Loudon (1783–1843), Botaniker und Landschaftsarchitekt
- Thomas Hamilton (1784–1858), Architekt
- William Hamilton (1788–1856), Philosoph
- William Glen (1789–1826), Dichter
- Colin Campbell, 1. Baron Clyde (1792–1863), Feldmarschall
- James Beaumont Neilson (1792–1865), Unternehmer und Erfinder
- Robert Cowan (1796–1841), Rechtsmediziner und Hochschullehrer
- Walter Crum (1796–1867), Chemiker und Unternehmer
- Robert Foulis (1796–1866), Erfinder
- Andrew Buchanan (1798–1882), Chirurg und Physiologe

### 19. Jahrhundert

#### 1801 bis 1850

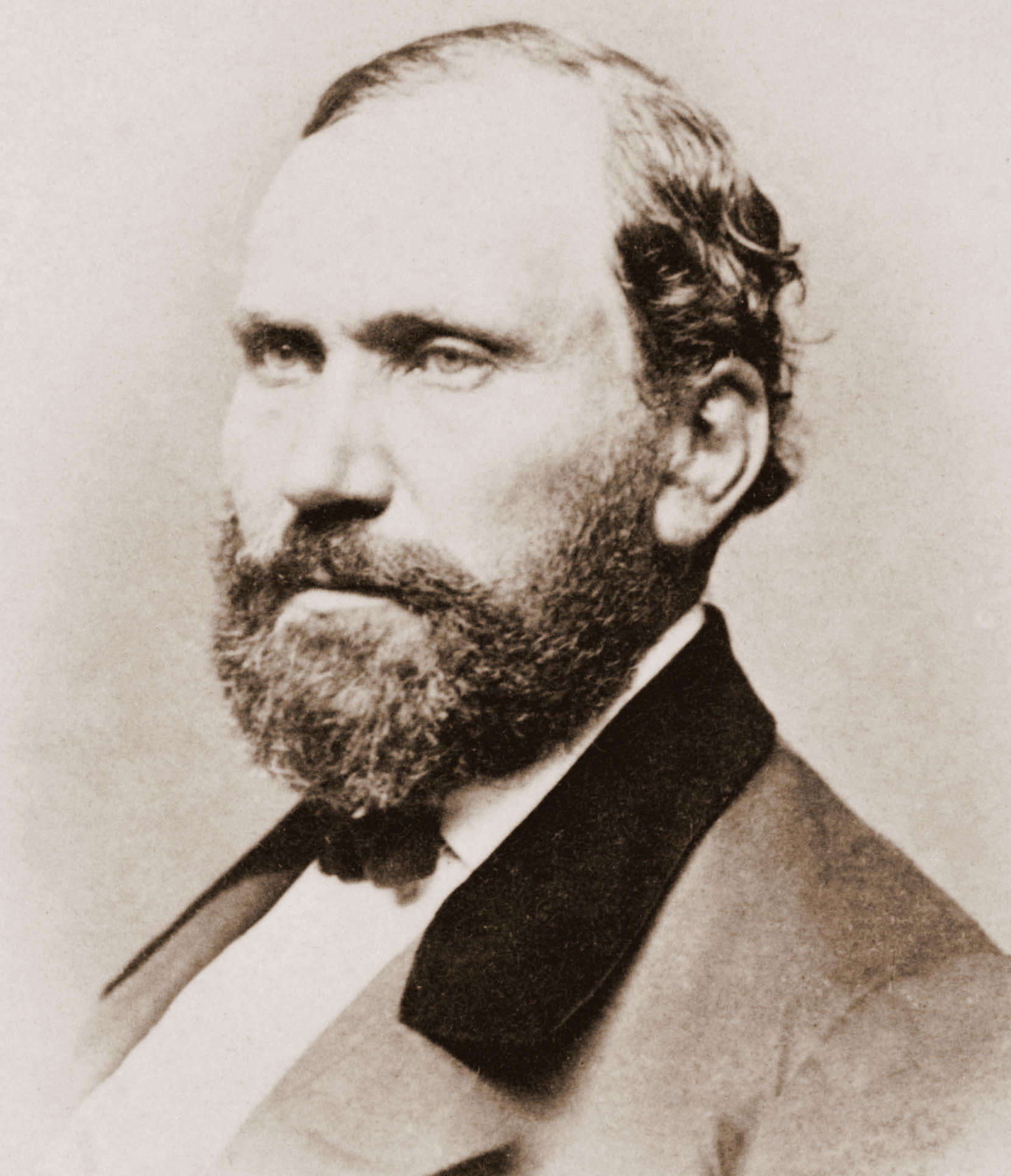
Allan Pinkerton
(1819–1884)

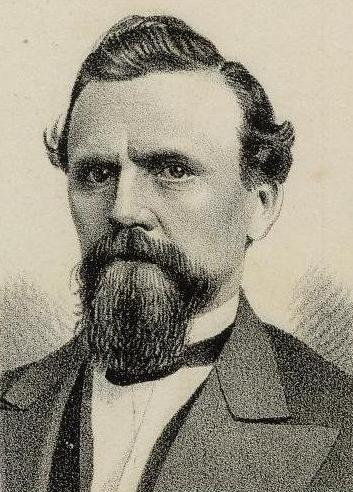
John L. MacDonald
(1838–1903)

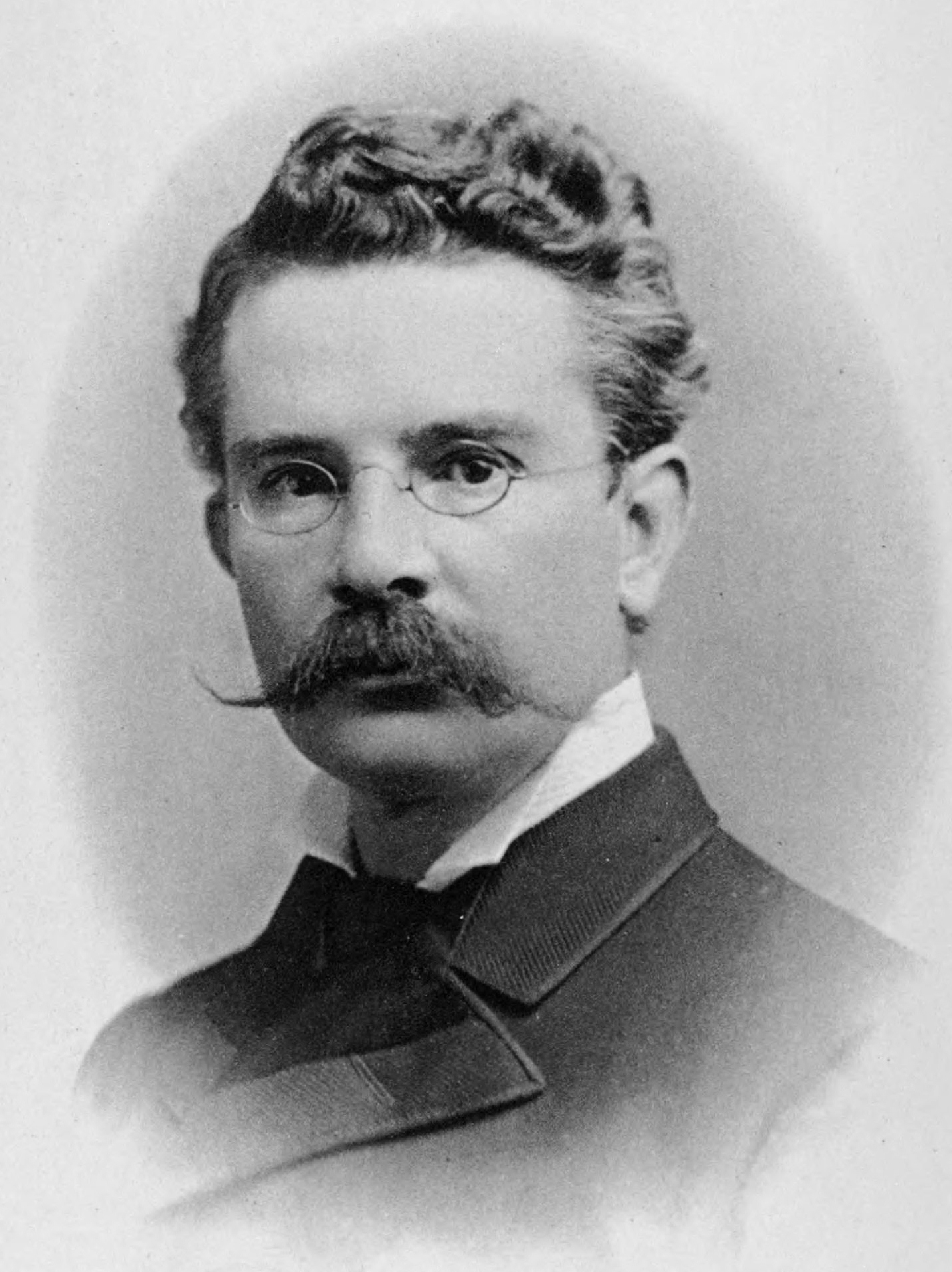
William Black
(1841–1898)

- Robert Dale Owen (1801–1877), Politiker, Diplomat und Sozialreformer
- Jane Smeal (1801–1888), Abolitionistin und Frauenwahlrechtsaktivistin
- William Leighton Leitch (1804–1883), Aquarell- und Bühnenmaler sowie Illustrator
- Thomas Graham (1805–1869), Chemiker und Physiker
- Horatio McCulloch (1806–1867), Landschaftsmaler
- John Scott Russell (1808–1882), Ingenieur, Schiffbauer und Physiker
- John Stuart Blackie (1809–1895), Philologe, Dichter, Schriftsteller und Hochschullehrer
- John Stenhouse (1809–1880), Chemiker
- John Muir (1810–1882), Sanskrit-Forscher und Indologe
- Patric Park (1811–1855), Bildhauer
- James Young (1811–1883), Chemiker und Unternehmer
- John Haswell (1812–1897), Ingenieur und Lokomotiv-Konstrukteur
- Andrew Ramsay (1814–1891), Geologe
- Arthur MacArthur senior (1815–1896), Politiker
- John Macdonald (1815–1891), Premierminister von Kanada
- Walter Hood Fitch (1817–1892), botanischer Illustrator
- Thomas Thomson (1817–1878), Botaniker
- William Muir (1819–1905), Kolonialpolitiker, Orientalist, Missionswissenschaftler
- Allan Pinkerton (1819–1884), Detektiv
- James Hutchison Stirling (1820–1909), Philosoph
- William Milne (1822–1895), australischer Politiker
- William Simpson (1823–1899), Kriegskorrespondent und Künstler
- John Elder (1824–1869), Schiffsingenieur, Schiffbauer, Erfinder und Unternehmer
- James Fairman (1826–1904), US-amerikanischer Offizier im Sezessionskrieg und Maler
- Thomas Haughey (1826–1869), Arzt und Politiker
- John G. Campbell (1827–1903), Politiker
- Robert Hopkin (1832–1909), schottisch-amerikanischer Marinemaler und Bühnenbildner
- Christopher Dresser (1834–1904), Designer
- John Macvicar Anderson (1835–1915), Architekt und Maler
- Madeleine Smith (1835–1928), Hauptangeklagte in einem Mordprozess
- Henry Campbell-Bannerman (1836–1908), Politiker
- Thomas Forrester (1838–1907), neuseeländischer Architekt irischer Abstammung
- John L. MacDonald (1838–1903), Politiker
- George Alexander (1839–1923), irisch-US-amerikanischer Politiker; Bürgermeister der Stadt Los Angeles
- William Leiper (1839–1916), Architekt und Aquarellmaler
- William Wilson Hunter (1840–1900), Staatsmann und Schriftsteller
- William Black (1841–1898), Schriftsteller
- Colin Hunter (1841–1904), Maler und Radierer des viktorianischen Zeitalters
- Charles Immanuel Forsyth Major (1843–1923), Zoologe und Paläontologe
- Thomas Ryburn Buchanan (1846–1911), Politiker
- Bay Middleton (1846–1892), Pferdesportler und Herrenreiter
- Bob Gardner (1847–1887), Fußballspieler, -schiedsrichter und -funktionär
- John Kirkwood Leys (1847–1909), Jurist und Schriftsteller
- Robert Macbeth (1848–1910), Maler
- David Murray (1849–1933), Landschaftsmaler
- Thomas Neill Cream (1850–1892), Serienmörder
- Charles Dickson, Lord Dickson (1850–1922), Politiker und Jurist
- Thomas Lipton (1850–1931), Selfmademan, Händler und Yachteigner
- Gertrude Thomson (1850–1929), Malerin und Illustratorin

#### 1851 bis 1860

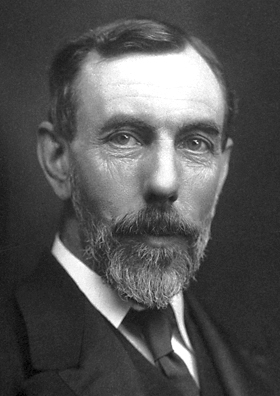
William Ramsay
(1852–1916)

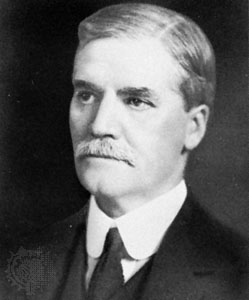
Dugald Clerk
(1854–1932)

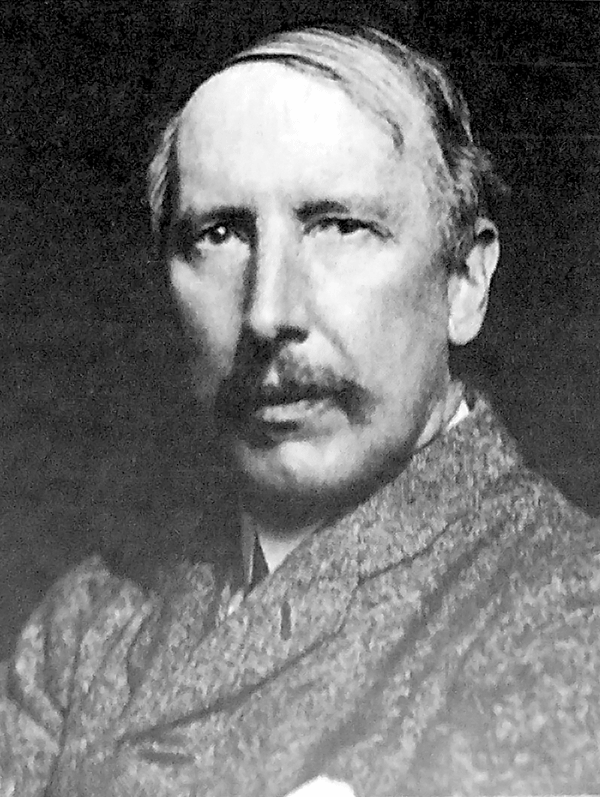
James Paterson
(1854–1932)

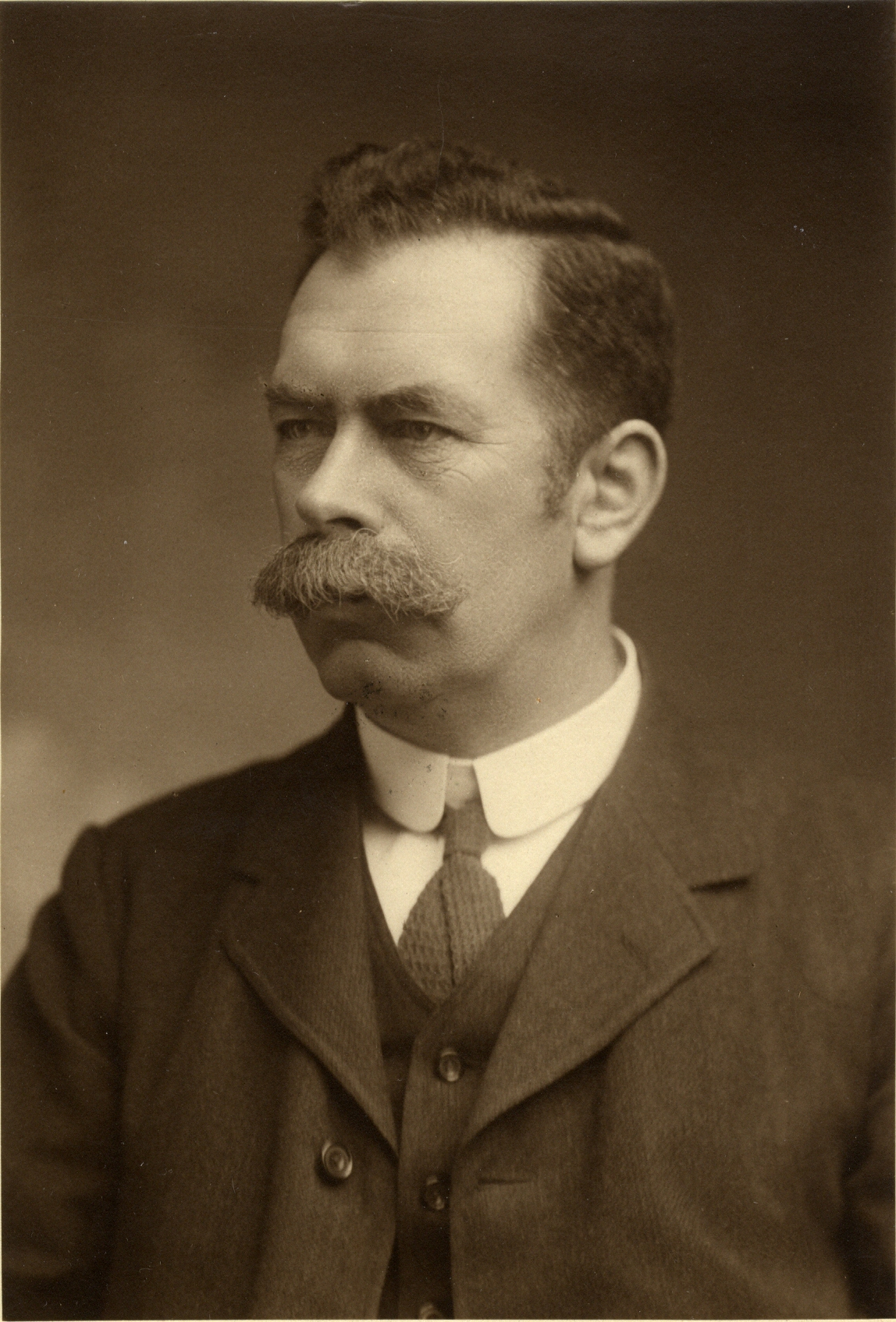
John Stewart MacArthur
(1856–1920)

- Angus MacKinnon (1851–1880), Fußballspieler
- William Mitchell Ramsay (1851–1939), Althistoriker und Klassischer Archäologe
- George Lennox Watson (1851–1904), Yachtkonstrukteur
- William Gibb (1852–1888), Fußballspieler
- William Ramsay (1852–1916), Chemiker und Nobelpreisträger
- Alexander Mann (1853–1908), Maler
- Lawrence Maxwell (1853–1927), US-amerikanischer Jurist und United States Solicitor General
- Dugald Clerk (1854–1932), Erfinder
- James George Frazer (1854–1941), Anthropologe, Religionswissenschaftler und klassischer Philologe
- James Paterson (1854–1932), Maler
- Frederick Anderson (1855–1940), Fußballspieler
- Dorothea Gerard (1855–1915), Schriftstellerin
- William Ayerst Ingram (1855–1913), Maler
- John Henry Muirhead (1855–1940), Philosoph
- George Ramsay (1855–1935), Fußballspieler und -trainer
- William Kellock Brown (1856–1934), Bildhauer
- John Stewart MacArthur (1856–1920), Chemiker
- David Ferguson (1857–1936), Geologe und Forschungsreisender
- Elias John Wilkinson Gibb (1857–1901), Orientalist
- John Toner (1857–1949), römisch-katholischer Geistlicher
- James Fitzmaurice-Kelly (1858–1923), Hispanist
- Andrew Russell Forsyth (1858–1942), Mathematiker
- John Gow (1859–1932), Fußballspieler
- James Grierson (1859–1914), Offizier der British Army
- Thomas Corsan Morton (1859–1928), Maler
- William Sutherland (1859–1911), Physiko-Chemiker
- Archibald Kay (1860–1935), Landschaftsmaler

#### 1861 bis 1870

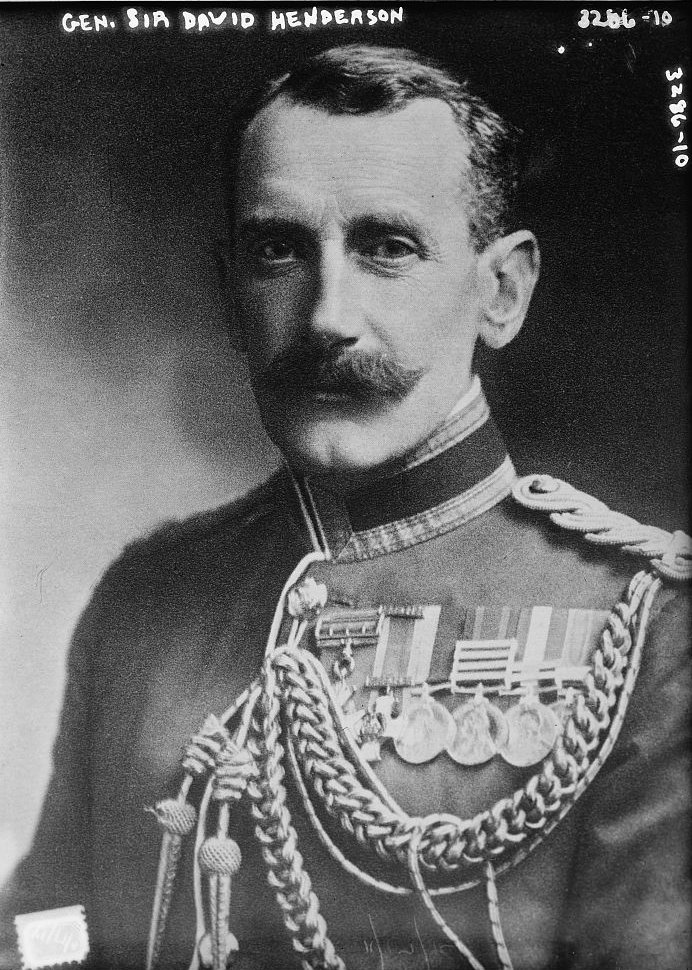
David Henderson
(1862–1921)

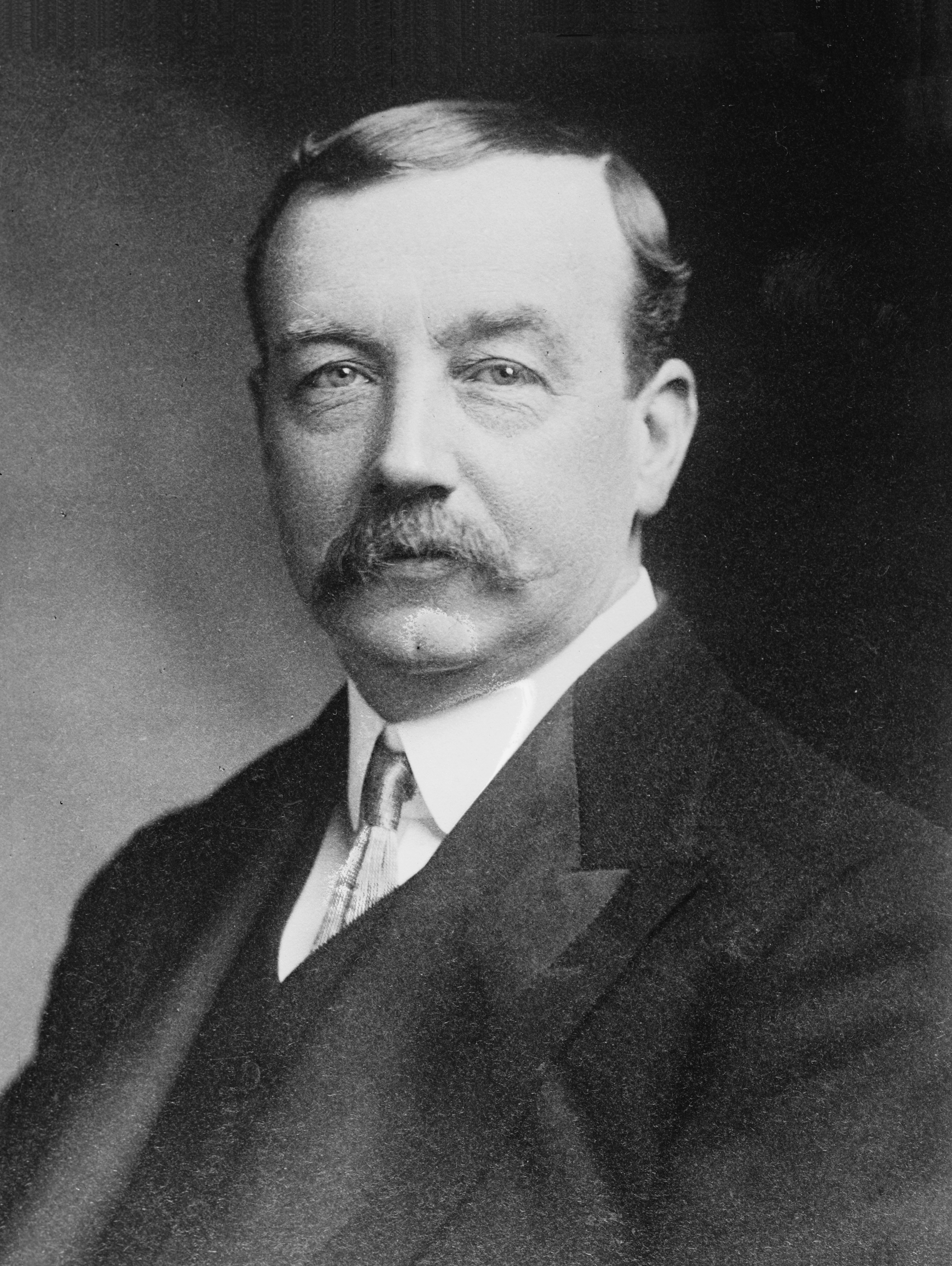
Arthur Henderson
(1863–1935)

- Walter Arnott (1861–1931), Fußballspieler
- William Burrell (1861–1958), Reeder
- William B. Charles (1861–1950), US-amerikanischer Politiker
- Alexander Brownlie Docharty (1862–1940), Landschaftsmaler
- David Henderson (1862–1921), Generalleutnant und Luftwaffenbefehlshaber sowie Generaldirektor der Internationalen Föderation der Rotkreuz- und Rothalbmond-Gesellschaften
- George Gerald Henderson (1862–1942), englischer organischer Chemiker und Hochschullehrer
- Arthur Henderson (1863–1935), Politiker; Friedensnobelpreisträger
- Duncan Black MacDonald (1863–1943), US-amerikanischer Orientalist und Missionar
- James McIntyre (1863–1943), Fußballspieler
- Alexander Roche (1863–1921), Maler
- Eugen d’Albert (1864–1932), Komponist und Pianist
- Robert Marshall (1864–1924), Fußballspieler
- Walter Ewing Crum (1865–1944), Koptologe und Ägyptologe
- Alice Everett (1865–1949), irisch-britische Astronomin und Mathematikerin
- William Boog Leishman (1865–1926), Tropenarzt und Pathologe
- Archibald Leitch (1865–1939), Architekt
- James Murray (1865–vermutlich 1914), Biologe und Polarforscher
- David Young Cameron (1865–1945), Maler und Radierer
- William Berry (1867–1919), Fußballspieler
- John Cargill, 1. Baronet (1867–1954), Manager
- Robert Downie (1867–1893), Fußballspieler
- Dagobert Duck (1867–?), reichste Ente der Welt[4]
- John Martin Littlejohn (1867–1947), Mediziner
- Jerry Reynolds (1867–1944), Fußballspieler
- Joe Cullen (1868–1905), Fußballtorwart
- Jessie Keppie (1868–1951), Malerin
- Frederic Lamond (1868–1948), Pianist, Komponist und Musikpädagoge
- Charles Rennie Mackintosh (1868–1928), Architekt, Innenarchitekt, Kunsthandwerker, Designer, Grafiker und Maler
- John Martin (1868–1951), Sportschütze
- James Herbert McNair (1868–1955), Maler und Kunsthandwerker
- John Michael Diack (1869–1946), Musikverleger, Komponist und Vokalpädagoge
- Elizabeth MacNicol (1869–1904), Porträtmalerin
- James Paton (1869–1917), Seemann und Expeditionsteilnehmer
- David Robertson (1869–1937), Golf- und Rugbyspieler
- John Downes (1870–1943), Regattasegler
- John Gaff Gillespie (1870–1926), Architekt

#### 1871 bis 1880
- Horatio Ballantyne (1871–1956), Chemiker und Manager
- John Aspin (1872–1933), Regattasegler
- Johnny Campbell (1872–1947), Fußballspieler
- Constance Clyde (1872–1951), neuseeländisch-australische Journalistin, Autorin und Frauenrechtlerin
- John A. Fairlie (1872–1947), US-amerikanischer Politikwissenschaftler und Hochschullehrer
- George Morrell (um 1872–nach 1915), Fußballtrainer
- Constance Jane McAdam (1872–1951), unter Constance Clyde bekannt, Journalistin, Autorin und Frauenrechtlerin
- Alfred Mylne (1872–1951), Yachtkonstrukteur und Werftbesitzer
- Janet Aitken (1873–1941), Porträt- und Landschaftsmalerin
- John William Campling (1873–1961), römisch-katholischer Ordensgeistlicher und Apostolischer Vikar von Nilo Superiore
- Billie Gillespie (1873–1942), Fußballspieler
- Thomas McLeod (1873–1960), Seemann und Antarktisreisender
- Joe McQue (1873–1914), Fußballspieler
- Albert Neuhaus (1873–1948), Jurist, Verwaltungsbeamter und Politiker
- James Salmon (1873–1924), Architekt
- William Alexander (1874–1954), Politiker
- Katharine Cameron (1874–1965), Künstlerin, Aquarellistin und Druckgrafikerin
- Billy Baird (1874–unbekannt), Fußballspieler
- Bernard Battles senior (1875–1905), Fußballspieler
- James Bunten (1875–1935), Regattasegler
- Ivan F. Simpson (1875–1951), Film- und Theaterschauspieler
- Muirhead Bone (1876–1953), Radierer, Aquarellmaler, Zeichner sowie Kriegsmaler während des Ersten und Zweiten Weltkriegs
- Cecilia Loftus (1876–1943), Schauspielerin
- John Blackwood (1877–1913), Fußballspieler
- John Burt (1877–1935), Hockeyspieler[5]
- John Charteris (1877–1946), Brigadier-General und MP
- Hew Fraser (1877–1938), Hockeyspieler[6]
- James Irvine (1877–1952), Chemiker
- John Maxwell (1877–1940), Filmunternehmer
- George Dallas (1878–1961), Politiker (Labour Party)
- William Reid Dick (1878–1961), Bildhauer
- James Harper-Orr (1878–1956), Hockeyspieler[7]
- Donald Meek (1878–1946), Schauspieler
- Catherine Carswell (1879–1946), Autorin und Journalistin
- Jimmy Lawrence (1879–1934), Fußballspieler und -trainer
- Alexander Dunlop Lindsay (1879–1952), Philosoph
- Richard Gavin Reid (1879–1980), Politiker und Landwirt
- Robert Lindsay Graeme Ritchie (1880–1954), Romanist und Mediävist
- Mary Macarthur (1880–1921), Gewerkschaftsfunktionärin, Politikerin und Frauenrechtlerin
- William Sutherland (1880–1949), Politiker

#### 1881 bis 1890
- George Cameron (1881–1968), US-amerikanischer Radsportler[8]
- Patrick Laidlaw (1881–1940), Virologe, Biochemiker und Pathologe
- Mary Gordon (1882–1963), Schauspielerin
- John B. Johnston (1882–1960), US-amerikanischer Jurist und Politiker
- Arthur Downes (1883–1956), Regattasegler
- Arthur Findlay (1883–1964), Makler, Börsenfachmann und Spiritualist
- Muriel Robertson (1883–1973), Bakteriologin und Protozoologin
- George W. Welsh (1883–1974), US-amerikanischer Politiker
- William Gillies (1884–1958), politischer Funktionär
- Louis Leisler Kiep (1884–1962), deutscher Unternehmer und Marineoffizier
- John D. Beazley (1885–1970), Klassischer Archäologe
- Arthur Whitten Brown (1886–1948), Flugpionier
- James Friskin (1886–1967), Pianist, Musikpädagoge und Komponist
- John Harley (1886–1959 o. 1960), uruguayischer Fußballspieler
- Ian Heilbron (1886–1959), Chemiker
- Frank Lloyd (1886–1960), Schauspieler, Regisseur und Produzent
- Walter Aitkenhead (1887–1966), Fußballspieler
- Robert C. Duncan (1887–1957), Leichtathlet[9]
- Fergus Morton, Baron Morton of Henryton (1887–1973), Jurist
- Olaf Hytten (1888–1955), Theater- und Filmschauspieler
- James Wordie (1889–1962), Polarforscher und Geologe
- Robert Nichol (1890–1925), Politiker
- Mortimer Wheeler (1890–1976), Archäologe
- Scottie Wilson (~1890–1976), Künstler

#### 1891 bis 1900
- Jim Gilmour (1891–1963), Boxer[10]

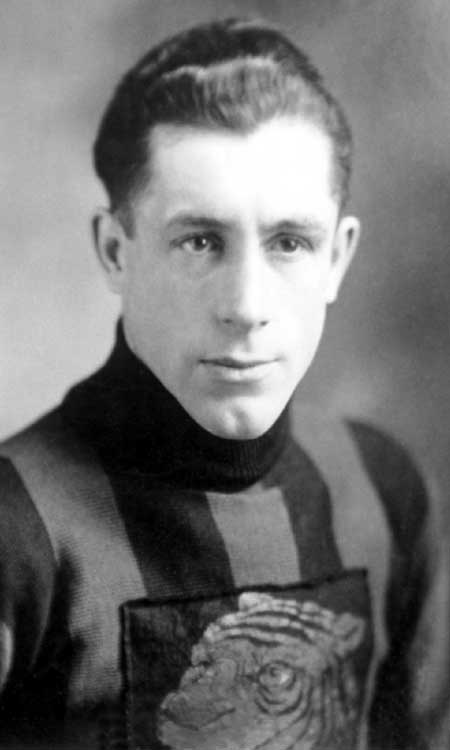
George Carey
(1892–1974)

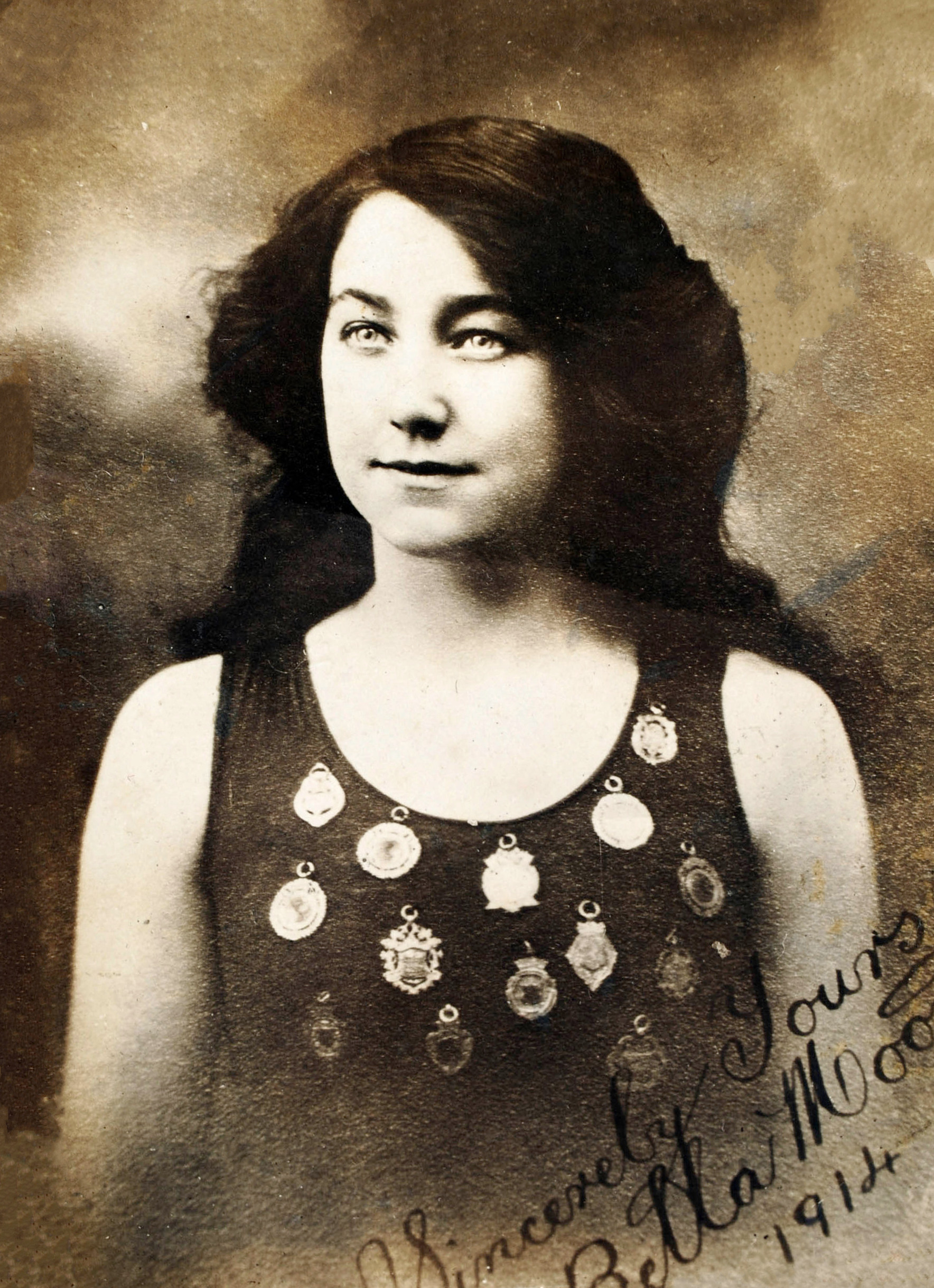
Isabella Moore
(1894–1975)

- Frank Mackenzie Ross (1891–1971), Unternehmer
- George Carey (1892–1974), britisch-kanadischer Eishockeyspieler
- John Glaister (1892–1971), Rechtsmediziner und Hochschullehrer
- Frank Kelly (1892–1919), Fußballspieler
- Jeanne Dusseau (1893–1979), Sängerin und Musikpädagogin
- Herbert James Gunn (1893–1964), Porträt- und Landschaftsmaler
- R. M. Smyllie (1893–1954), irischer Journalist
- Allan Currie (1894–1944), Skilangläufer[11]
- Jack Cuthbert (1894–1960), kanadischer Leichtathlet[12]
- Isabella Moore (1894–1975), Freistil-Schwimmerin
- George MacLeod, Baron MacLeod of Fuinary (1895–1991), Geistlicher der Church of Scotland und Gründer der Iona Community
- Alexander Martin (1895–1962), Sportschütze[13]
- Edda Tille-Hankamer (1895–1982), Germanistin
- Madge Easton Anderson (1896–1982), Rechtsanwältin
- Dunky Wright (1896–1976), Marathonläufer
- John Aitken (1897–1967), Fußballspieler
- Archie Stark (1897–1985), Fußballspieler
- Robert Hunter Middleton (1898–1985), Schriftentwerfer und künstlerischer Leiter der Chicagoer Schriftgießerei Ludlow
- Liam Burt (* 1999), Fußballspieler
- Alex Gray (1899–1986), britisch-kanadischer Eishockeyspieler
- Hugh Hilley (1899–1987), Fußballspieler
- James Donald Scanlan (1899–1976), Geistlicher
- Denis William Brogan (1900–1974), Schriftsteller und Historiker
- James Dunn (1900–1963), Fußballspieler
- Eric Errington, 1. Baronet (1900–1973), Politiker (Conservative Party)

### 20. Jahrhundert

#### 1901 bis 1910

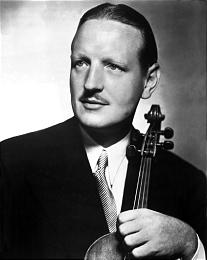
William Primrose
(1904–1982)

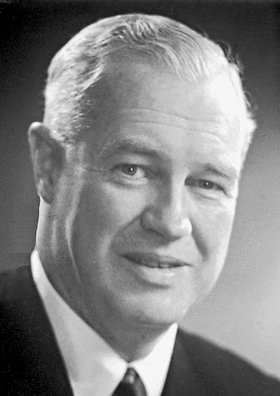
Alexander Robertus Todd
(1907–1997)

- John Bannerman, Baron Bannerman of Kildonan (1901–1969), Landwirt, Rugbyspieler und Politiker (Liberal Party)
- Richard Robb (1901–1977), Mathematiker, Astronom und Olympiateilnehmer
- James Cater (1902–1947), Boxer[14]
- James Adams (* 1903; † unbekannt), Fußballspieler
- Ian Collins (1903–1975), Tennis- und Cricket-Spieler
- Myer Galpern, Baron Galpern (1903–1993), Politiker, Mitglied des House of Commons
- Andy Aitkenhead (1904–1968), Eishockeytorwart
- Erik Chisholm (1904–1965), Komponist und Dirigent
- Jimmy McGrory (1904–1982), Fußballspieler
- William Primrose (1904–1982), Bratschist und Bratschenpädagoge
- Isobel Andrews (1905–1990), Autorin und Drehbuchautorin
- Danny Blair (1905–1985), Fußballspieler
- Jimmy Foster (1905–1969), Eishockeytorwart
- Duncan Macrae (1905–1967), Schauspieler
- James Allan Mollison (1905–1959), schottischer Flugpionier
- Donald Robertson (1905–1949), Marathonläufer
- Bill Gribben (1906–1969), Fußballspieler
- Gilbert Highet (1906–1978), Altphilologe
- John Jackson (1905–1965), Fußballtorwart
- Joan du Plat Taylor (1906–1983), Unterwasserarchäologin
- Alec Cheyne (1907–1983), Fußballspieler und -trainer
- Helen MacInnes (1907–1985), Schriftstellerin
- Alexander Robertus Todd (1907–1997), Chemiker
- Helen Boyle (1908–1970), Schwimmerin[15]
- Taso Mathieson (1908–1991), Autorennfahrer
- Leonard Schapiro (1908–1983), Professor für Politikwissenschaft
- John Wheatley, Baron Wheatley (1908–1988), Richter und Politiker
- Helen Adam (1909–1993), Dichterin und Künstlerin
- Roderich Dietze (1909–1960), Sportreporter und Tischtennisnationalspieler
- John Donaldson (1909–1939), Fußballspieler
- William Murdoch Duncan (1909–1975), Schriftsteller
- Bobby Graham (1909–1963), Mittelstreckenläufer
- Shmarya Guttman (1909–1996), israelischer Geograph und Archäologe
- Alexander King (1909–2007), Chemiker
- Roger MacDougall (1910–1993), Drehbuchautor und Dramatiker
- Jean Wilson (1910–1933), kanadische Eisschnellläuferin

#### 1911 bis 1920
- Thomas Arbuthnott (1911–1995), neuseeländischer Boxer
- Ian Fraser, Baron Fraser of Tullybelton (1911–1989), Richter
- Bob Purdie (1911–1982), neuseeländischer Boxer[16]
- James Robertson (1911–1988), Psychoanalytiker und Pionier der Bindungsforschung
- David Bloomer (1912–1996), Badmintonspieler und -funktionär
- Johnny Crum (1912–1969), Fußballspieler
- Stephen McGill (1912–2005), römisch-katholischer Bischof
- Thomas Taylor, Baron Taylor of Gryfe (1912–2001), Politiker
- Betty Harvie Anderson, Baroness Skrimshire of Quarter (1913–1979), Politikerin (Conservative Party)
- Jimmy Clark (* 1913), Fußballspieler
- Gordon A. Craig (1913–2005), Historiker und Schriftsteller
- Alex Highet (1913 oder 1914–1940), Fußballspieler
- Benny Lynch (1913–1946), Fliegengewichtsboxer
- Doreen Montgomery (1913–1992), Drehbuchautorin
- Robert Browning (1914–1997), Byzantinist
- Thomas Cree (1914–1990), Ruderer[17]
- George Chisholm (1915–1997), Jazz-Posaunist, Arrangeur und Bandleader
- Andrew Forbes (* 1915; † in den 1990er Jahren), Langstreckenläufer
- George Sime (1915–1990), Hockeyspieler
- Cyril Bowles (1916–1999), anglikanischer Geistlicher, Bischof von Derby
- Douglas Fraser (1916–2008), Gewerkschafter
- Alec Hannan (1916–2002), südafrikanischer Boxer[18]
- John McIntyre (1916–2005), reformierter Theologe und Moderator der Church of Scotland
- Henry Wilson, Baron Wilson of Langside (1916–1997), Jurist und Politiker
- Phillip Alexander Clancey (1917–2001), Ornithologe
- Andrew Crawford (1917–1994), Schauspieler
- Alex Graham (1917–1991), Comiczeichner
- John Harris (1917–1988), Fußballspieler und -trainer
- Murray MacLehose, Baron MacLehose of Beoch (1917–2000), Politiker und Diplomat
- Roderick Wilkinson (* 1917), Krimi-Autor
- Peter Cunningham (1918–2014), Amateur-Naturforscher und Buchautor
- James McCallion (1918–1991), Schauspieler
- Eileen Herlie (1918–2008), Schauspielerin
- George Emslie, Baron Emslie (1919–2002), Jurist; zwischen 1972 und 1989 oberster Richter Schottlands
- Joe Henderson (1920–1980), Klavierspieler
- Hugh McCartney (1920–2006), Politiker
- Ian McPherson (1920–1983), Fußballspieler
- Edwin Morgan (1920–2010), Dichter und Literaturkritiker
- Hugh B. Sutherland (1920–2011), Geotechniker
- Victor Turner (1920–1983), Ethnologe

#### 1921 bis 1930

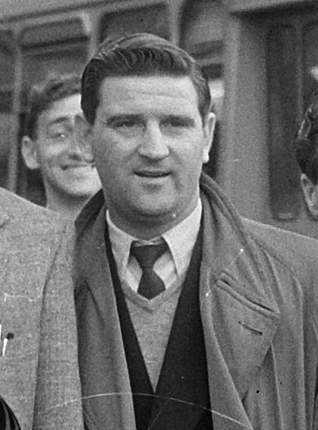
Bill Robertson
(1928–1973)

- Charles Dempsey (1921–2008), Fußballfunktionär
- Alick Isaacs (1921–1967), Virologe und Immunologe
- Bill Thompson (1921–1988), Fußballspieler und -trainer
- Benjamin Creme (1922–2016), Esoteriker, Maler und Autor
- Iain Hamilton (1922–2000), Komponist und Musikpädagoge
- Alistair MacLean (1922–1987), Thriller-Autor
- Stuart McKerrow (1922–2004), Paläontologe und Geologe
- Ivor Cutler (1923–2006), Dichter, Songwriter und Komiker
- Jack D. Dunitz (1923–2021), Chemiker
- James Gowan (1923–2015), Architekt
- Gordon Jackson (1923–1990), Schauspieler
- John McLusky (1923–2006), Comiczeichner
- John McPhail (1923–2000), Fußballspieler und Journalist
- Elizabeth Sellars (1923–2019), Film- und Theaterschauspielerin
- Elizabeth Stark (1923–2000), Logopädin und Bergsteigerin
- Rosemary Bamforth (1924–2018), Pathologin
- James Barr (1924–2006), presbyterianischer Pfarrer, Hebraist und Alttestamentler
- Hugh Howie (1924–1958), Fußballspieler und Journalist
- William M. Hutchison (1924–1998), Biologe
- Iain MacIntyre (1924–2008), Endokrinologe
- Gordon McLennan (1924–2011), Politiker (CPGB)
- Fred Pattison (1924–2010), Chemiker, Arzt und Hochschullehrer
- Alex Campbell (1925–1987), Musiker
- Harry Haddock (1925–1998), Fußballspieler
- Dickson Mabon (1925–2008), Politiker
- Russ Mayberry (1925–2012), US-amerikanischer Filmregisseur
- Ian MacNaughton (1925–2002), TV-, Musical-, Opern- und Theaterregisseur und Schauspieler
- Alastair McCorquodale (1925–2009), Leichtathlet
- Gordon McIntosh (1925–2019), australischer Politiker
- Robin G. M. Nisbet (1925–2013), Klassischer Philologe
- Ninian Sanderson (1925–1985), Autorennfahrer
- Alexander Trocchi (1925–1984), Schriftsteller
- Stanley Baxter (* 1926), Schauspieler und Imitator
- Janey Buchan (1926–2012), Politikerin
- Edward Lyons (1926–2010), Politiker
- James Stirling (1926–1992), Architekt
- Eric Trevorrow (1926–2015), Fußballspieler
- Alan Tyson (1926–2000), Musikwissenschaftler
- Bobby Evans (1927–2001), Fußballspieler und -trainer
- Ronald D. Laing (1927–1989), Psychiater
- Norman Macleod (1927–1991), Schachkomponist
- Jim Mallan (1927–1969), Fußballspieler
- Tiny Wharton (1927–2005), Fußballschiedsrichter und -funktionär
- Tommy Docherty (1928–2020), Fußballspieler und -trainer
- Bill Knox (1928–1999), Schriftsteller, Journalist und Redakteur
- Andrew MacMillan (1928–2014), Architekt
- Matt McGinn (1928–1977), Sänger-Songwriter und Dichter
- Alan Paterson (1928–1999), Leichtathlet
- Bill Robertson (1928–1973), Fußballtorhüter
- A. Ian Scott (1928–2007), schottischstämmiger US-amerikanischer Chemiker
- Ian Steel (1928–2015), Radrennfahrer
- Morag Clark (1929–2019), Doktorin der Philosophie und Gehörlosenpädagogin
- Winnie Ewing (1929–2023), Politikerin (Scottish National Party)
- Jimmy Fleming (1929–2019), Fußballspieler
- Lionel Gossman (1929–2021), schottisch-amerikanischer Romanist und Germanist
- Alasdair MacIntyre (1929–2025), Philosoph
- John McCluskey, Baron McCluskey (1929–2017), Politiker und Jurist
- John Aloysius Mone (1929–2016), katholischer Bischof von Paisley
- Reay Tannahill (1929–2007), Historikerin und Autorin
- June Almeida (1930–2007), Virologin, Entdeckerin der Coronaviren
- Adrienne Corri (1930–2016), Schauspielerin
- John Dick (1930–2000), Fußballspieler
- Gerard Egan (* 1930), Psychologe
- William Jack (1930–2008), Sprinter
- Angus Lennie (1930–2014), Schauspieler
- Eugene McCabe (1930–2020), irischer Schriftsteller und Dramatiker
- Joseph McGrath (* 1930), Filmregisseur, Drehbuchautor und Produzent
- Ronnie Simpson (1930–2004), Fußballtorhüter
- Andy White (1930–2015), Schlagzeuger
- John Young (1930–2011), Politiker (Conservative Party)

#### 1931 bis 1940

##### 1931 bis 1935

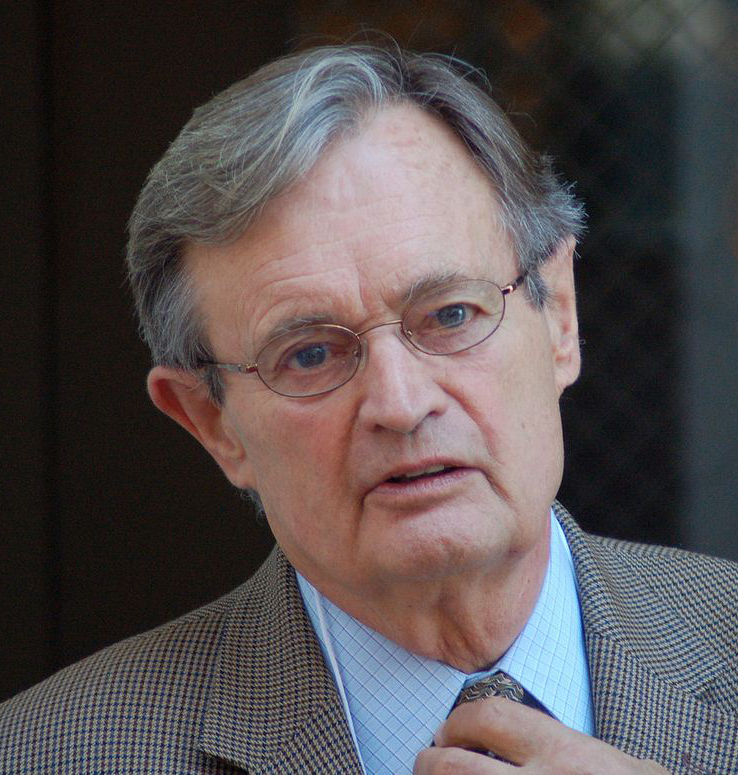
David McCallum
(1933–2023)

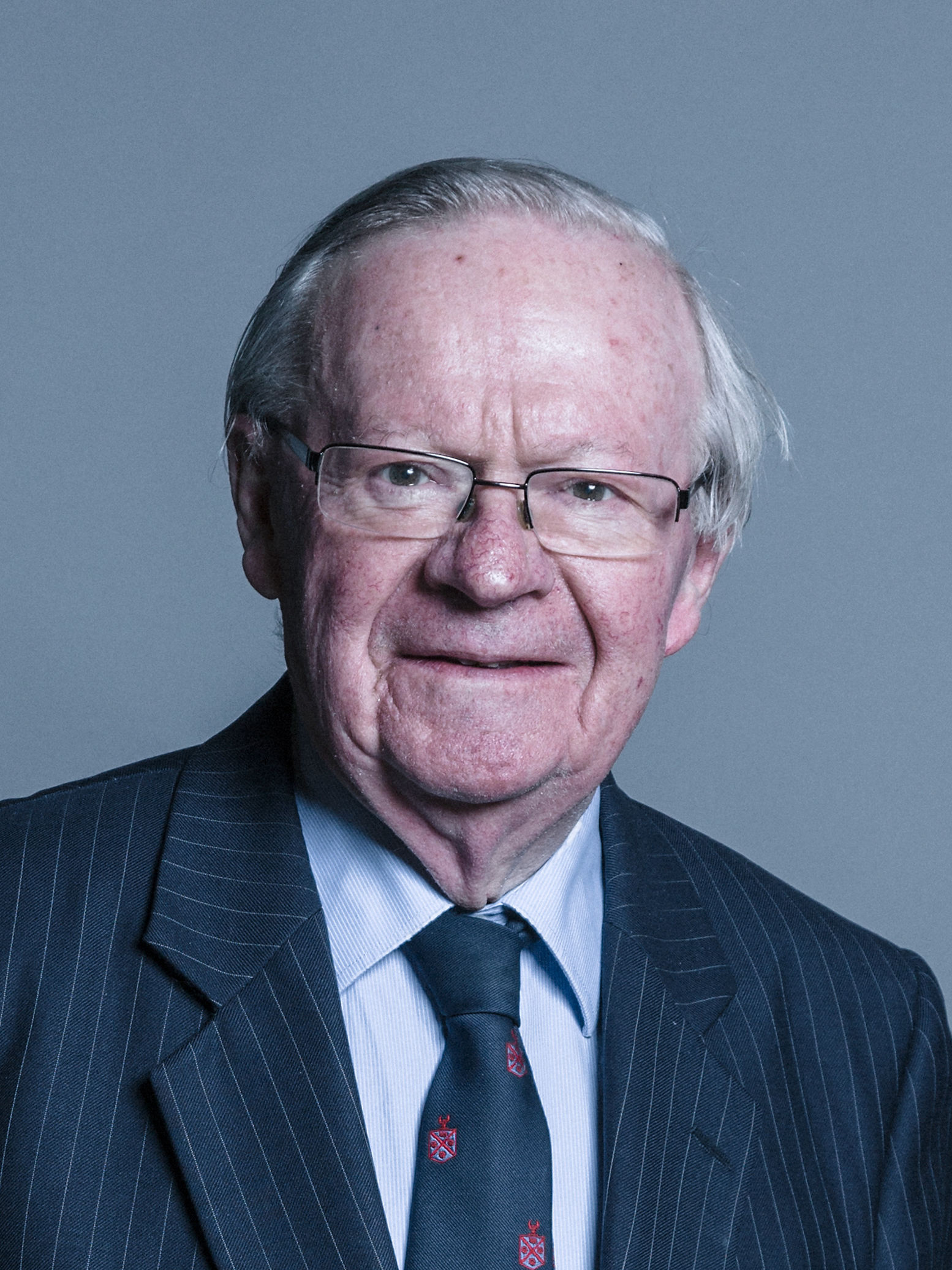
John MacGregor
(* 1937)

- Ronald T. Coutts (1931–2017), britisch-kanadischer Pharmakologe
- Lonnie Donegan (1931–2002), Folk- und Skiffle-Musiker
- John Fraser (1931–2020), Film- und Theaterschauspieler
- John Kennedy (1931–1989), Radrennfahrer
- Ally MacLeod (1931–2004), Fußballspieler und -trainer
- David Mathers (1931–2014), Fußballspieler
- Isobel Moore (* 1931), Harfenistin, Pianistin und Musikpädagogin
- Swinton Thomas (1931–2016), Richter
- Jeremy Isaacs (* 1932), Fernsehproduzent
- Phyllida Law (* 1932), Schauspielerin
- Hector Mackenzie (1932–2020), Radrennfahrer
- Maureen Swanson (1932–2011), Schauspielerin
- Ian Foote (1933–1995), Fußballschiedsrichter
- Donald Macaulay, Baron Macaulay of Bragar (1933–2014), Jurist und Politiker (Labour Party), Mitglied des House of Commons, Mitglied des House of Lords
- David McCallum (1933–2023), Schauspieler
- Mark Russell (* 1933), US-amerikanischer Schauspieler
- Mary Ure (1933–1975), Film- und Theaterschauspielerin sowie Fotomodel
- Alasdair Gray (1934–2019), Schriftsteller und Künstler
- Alex Harvey (1935–1982), Rockmusiker
- John McCormack (1935–2014), Mittelgewichtsboxer
- Peter Antony Moran (* 1935), römisch-katholischer Geistlicher, Altbischof von Aberdeen
- Robin Neillands (1935–2006), Autor
- John Phillips (1935 oder 1936–2008), Snookerspieler
- Jeff Torrington (1935–2008), Schriftsteller

##### 1936 bis 1940
- Stevie Chalmers (1936–2019), Fußballspieler
- Marion Chesney (1936–2019), Schriftstellerin
- Donald Mackay (1936–2023), Chemiker
- Robert Maclennan, Baron Maclennan of Rogart (1936–2020), liberaldemokratischer Politiker und Life Peer
- James Rae (* 1936), Radrennfahrer
- Bobby Wellins (1936–2016), Jazz-Tenorsaxophonist
- Kenneth White (1936–2023), Schriftsteller
- Michael White (1936–2016), Film- und Theaterproduzent
- Ian W. D. Dalziel (* 1937), Geologe
- Donald Dewar (1937–2000), Politiker
- Anne Kristen (1937–1996), Schauspielerin
- John MacGregor, Baron MacGregor of Pulham Market (* 1937), Politiker (Conservative Party)
- Duncan MacKay (1937–2019), Fußballspieler
- Hugh McGuire (1937–2009), Radrennfahrer
- Phil Shulman (* 1937), Musiker
- Bertie Auld (1938–2021), Fußballspieler
- Frank Haffey (* 1938), Fußballtorwart
- Mike Lindsay (1938–2019), Kugelstoßer und Diskuswerfer
- Bill Martin (1938–2020), Songwriter, Musikverleger und Impresario
- Alexander Young (1938–1997), Musiker
- Pat Crerand (* 1939), Fußballspieler und -trainer
- Owen Hannaway (1939–2006), Chemiehistoriker
- Frank McLintock (* 1939), Fußballspieler und -trainer
- Jean Turner (* 1939), Politikerin
- Jim Alder (* 1940), Langstreckenläufer
- Lindsay L. Cooper (1940–2001), Bassist und Cellist
- Patricia Gage (1940–2010), Schauspielerin und Synchronsprecherin
- John B. Glen (* 1940), Veterinärmediziner
- Jeanie Lambe (1940–2020), Jazzsängerin
- Ian Lang (* 1940), Politiker (Conservative Party)
- Lena Martell (* 1940), Fernsehmoderatorin und Sängerin
- Eddie McCreadie (* 1940), Fußballspieler und -trainer
- Jim McDowall (1940–2020), Fußballspieler
- Tom McGrath (1940–2009), Dramatiker

#### 1941 bis 1950

##### 1941 bis 1945
- Menzies Campbell (* 1941), Politiker

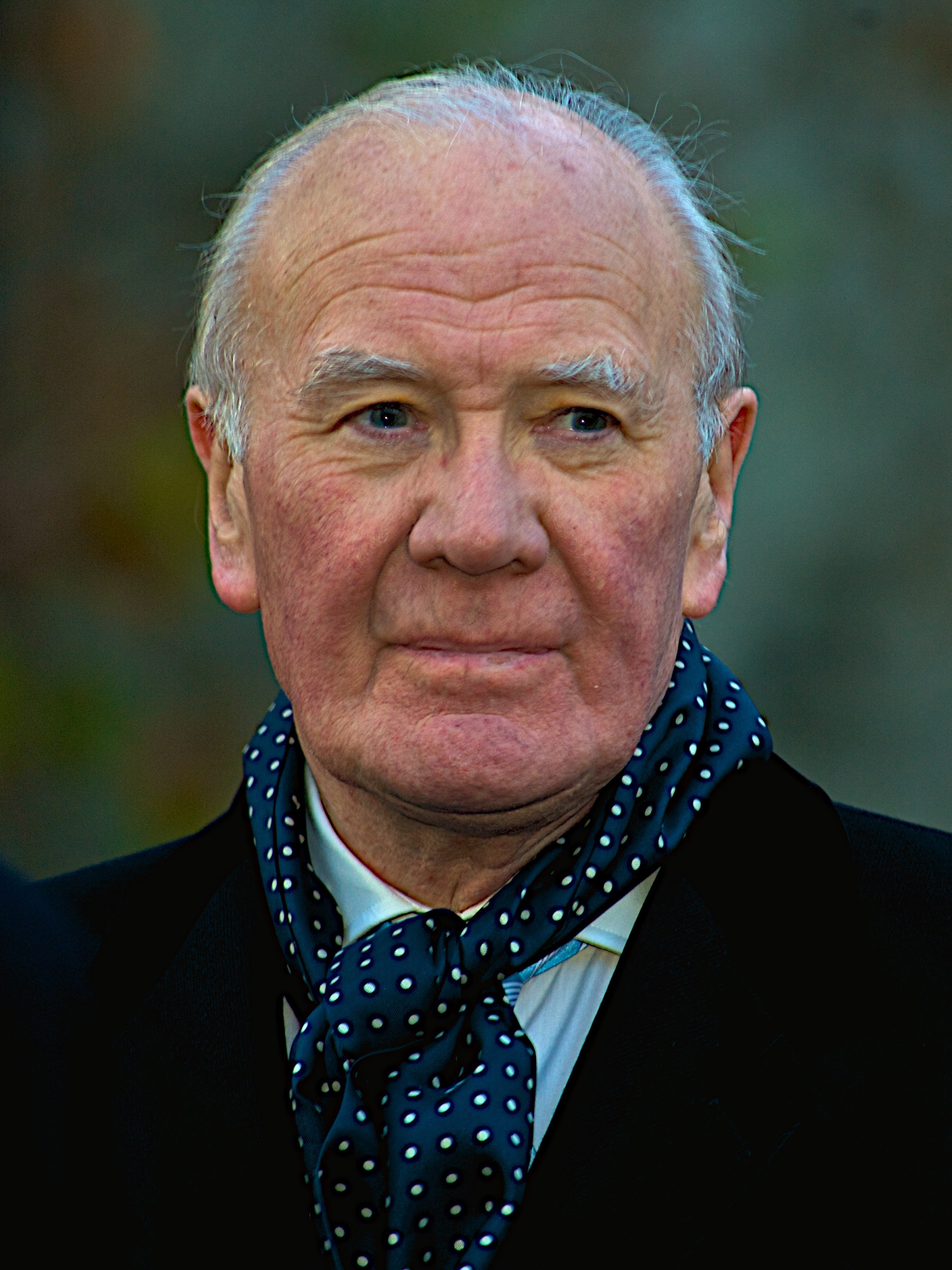
Menzies Campbell
(* 1941)

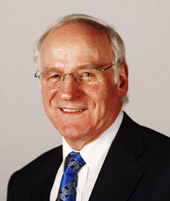
Gil Paterson
(* 1942)

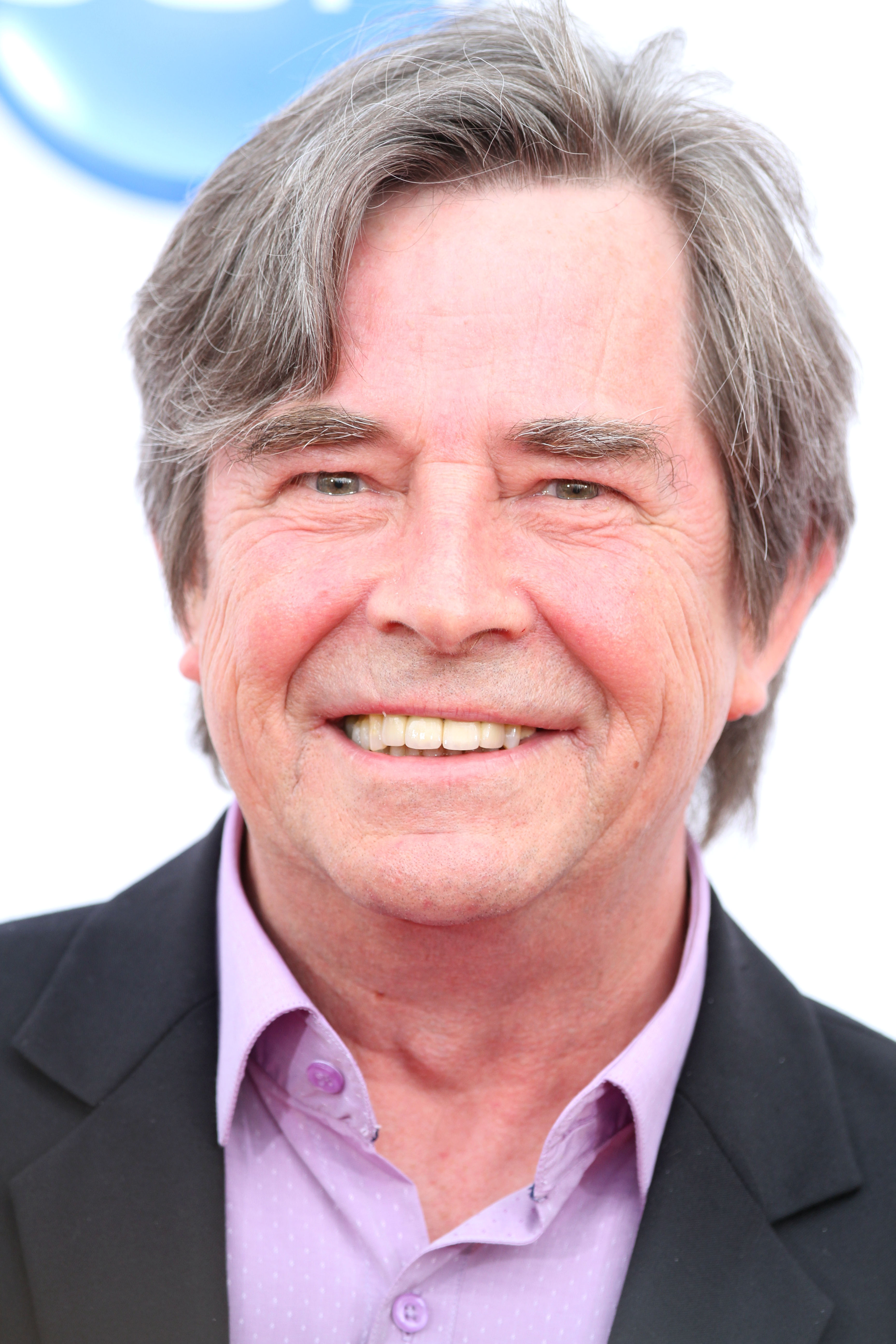
John Paul Young
(* 1950)

- Jim Cruickshank (1941–2010), Fußballtorwart
- Anne Ferguson (1941–1998), Medizinerin und Hochschullehrerin
- Eddie Large (1941–2020), Komiker
- David Marshall (* 1941), Politiker
- Gordon McNaught (* 1941), Radrennfahrer
- Billy Connolly (* 1942), Komiker, Musiker, Moderator und Schauspieler
- Brian Gill, Lord Gill (* 1942), Anwalt
- Prentis Hancock (1942–2025), Schauspieler
- Gil Paterson (* 1942), Politiker
- Les Piggot (1942–2022), Sprinter
- Thomas Rothschild (* 1942), Literaturwissenschaftler, Hochschullehrer, Autor und Journalist
- Elizabeth T. Spira (1942–2019), österreichische Journalistin, Produzentin, Moderatorin und Filmemacherin
- Hamish Wilson (1942–2020), Schauspieler und Radioproduzent
- Don Adams (1943–1995), Sänger
- Chris Boyce (1943–1999), Science-Fiction-Autor
- Jim Craig (* 1943), Fußballspieler
- John M. Edmond (1943–2001), britisch-US-amerikanischer Geochemiker und Ozeanograph
- Bert Jansch (1943–2011), Folksänger und -gitarrist
- Lena Rothstein (* 1943), österreichische Sängerin, Schauspielerin, Autorin und Puppenkünstlerin
- Andy Roxburgh (* 1943), Fußballspieler und -trainer
- Barry St. John (1943–2020), Sängerin
- Campbell Armstrong (1944–2013), Schriftsteller
- Ros Drinkwater (* 1944), Schauspielerin, Tänzerin und Fotojournalistin
- Leslie Harvey (1944–1972), Rock-Gitarrist
- Sammy Henderson (* 1944), Fußballspieler und -trainer
- Iain Macintyre (* 1944), Chirurg
- John McFall, Baron McFall of Alcluith (* 1944), Politiker
- Bruce McLean (* 1944), Plastiker, Maler und Performancekünstler
- Willie Morgan (* 1944), Fußballspieler
- Anna Murdoch Mann (* 1944), Schriftstellerin und Journalistin
- Alan Rodger, Baron Rodger of Earlsferry (1944–2011), Jurist, Richter am Obersten Gerichtshof des Vereinigten Königreichs
- Robert Smith, Baron Smith of Kelvin (* 1944), Geschäftsmann und Politiker
- Andrew Welsh (1944–2021), Politiker (Scottish National Party)
- Clem Alford (* 1945), Musiker
- Maggie Bell (* 1945), Sängerin
- William Bilsland (* 1945), Radsportler
- Hans Brugman (* 1945), niederländischer Vielseitigkeitsreiter[19]
- Bobby Clark (* 1945), Fußballtorhüter
- Brian Connolly (1945–1997), Musiker
- Colin Dunwoodie (1945–2008), Musiker
- Ian Stewart Forrester (* 1945), Jurist
- Rob Gibson (* 1945), Politiker (Scottish National Party)
- Joan Hendry (* 1945), kanadische Weitspringerin und Sprinterin
- Carol Kidd (* 1945), Jazzsängerin
- Michael Martin, Baron Martin of Springburn (1945–2018), Politiker
- Elliot Meadow (1945–2017), Jazzautor, Musikproduzent, Manager und Rundfunkmoderator
- Alexander Morton (* 1945), Schauspieler
- Jim Mullen (* 1945), Musiker
- Bill Paterson (* 1945), Schauspieler
- Elsa Stansfield (1945–2004), Installationskünstlerin
- Al Stewart (* 1945), Singer-Songwriter
- Eric Woolfson (1945–2009), Musiker und Produzent

##### 1946 bis 1950
- Stuart Christie (1946–2020), Anarchist
- Donovan (* 1946), Sänger, Gitarrist und Songwriter
- Bill Forsyth (* 1946), Filmregisseur und Drehbuchautor
- Brian Hall (1946–2015), Fußballspieler
- Willie Johnston (* 1946), Fußballspieler
- James Kelman (* 1946), Autor
- Alex Ligertwood (* 1946), Rockmusiker
- Neil MacGregor (* 1946), Kunsthistoriker
- Jeanette McLeod (1946–2011), Jazzsängerin
- Gordon Plotkin (* 1946), Informatiker
- Chris Rainbow (1946–2015), Sänger
- George Young (1946–2017), Rockmusiker, Gitarrist, Songschreiber und Produzent
- Bill Aitken (* 1947), Politiker (Conservative Party)
- Paul Emsley (* 1947), Künstler
- Tony Osoba (* 1947), Schauspieler
- Adam Paterson Ingram (* 1947), Politiker
- Ian Ross (1947–2019), Fußballspieler und -trainer
- Winnie Shaw (1947–1992), Tennisspielerin
- Derek Shulman (* 1947), Musiker
- Alan Sked (* 1947), Historiker und Politiker
- David Stewart (1947–2018), Fußballtorhüter
- Achille Amerio (* 1948), italienischer Diplomat
- Scott Fitzgerald (* 1948), Sänger
- Dick Gaughan (* 1948), Folksänger
- Eddie Gray (* 1948), Fußballspieler und -trainer
- Colin Jamieson (* 1948), Schlagzeuger, Perkussionist und Songschreiber
- Gillies MacKinnon (* 1948), Regisseur und Drehbuchautor
- David MacLennan (1948–2014), Schauspieler, Regisseur und Theaterproduzent
- John McAllion (* 1948), Politiker (Labour Party)
- M. M. McCabe (* 1948), Philosophin und Philosophiehistorikerin
- Jim Watt (* 1948), Boxer
- Tom Forsyth (1949–2020), Fußballspieler
- Peter Guidi (1949–2018), Jazzmusiker
- Ally Hunter (* 1949), Fußballtorwart
- George Kerevan (* 1949), Politiker und Wirtschaftswissenschaftler
- Mark Knopfler (* 1949), Musiker
- Anne McGuire (* 1949), Politikerin
- Alex Miller (* 1949), Fußballspieler und -trainer
- Frankie Miller (* 1949), Sänger und Gitarrist
- Neil O’Donnell (1949–2022), Fußballspieler
- Hamish Stuart (* 1949), Soul-Musiker
- James Dillon (* 1950), Komponist
- Annabel Goldie (* 1950), Politikerin (Conservative Party)
- Helena Kennedy, Baroness Kennedy of The Shaws (* 1950), Rechtsanwältin und Politikerin (Labour Party)
- Danny McGrain (* 1950), Fußballspieler
- Alex Norton (* 1950), Schauspieler
- Gerry Malone (* 1950), Politiker (Conservative Party)
- Robert McMeeking (* 1950), schottisch-amerikanischer Ingenieurwissenschaftler
- John Paul Young (* 1950), australischer Popmusiker
- Robbie Coltrane (1950–2022), Schauspieler

#### 1951 bis 1960

##### 1951

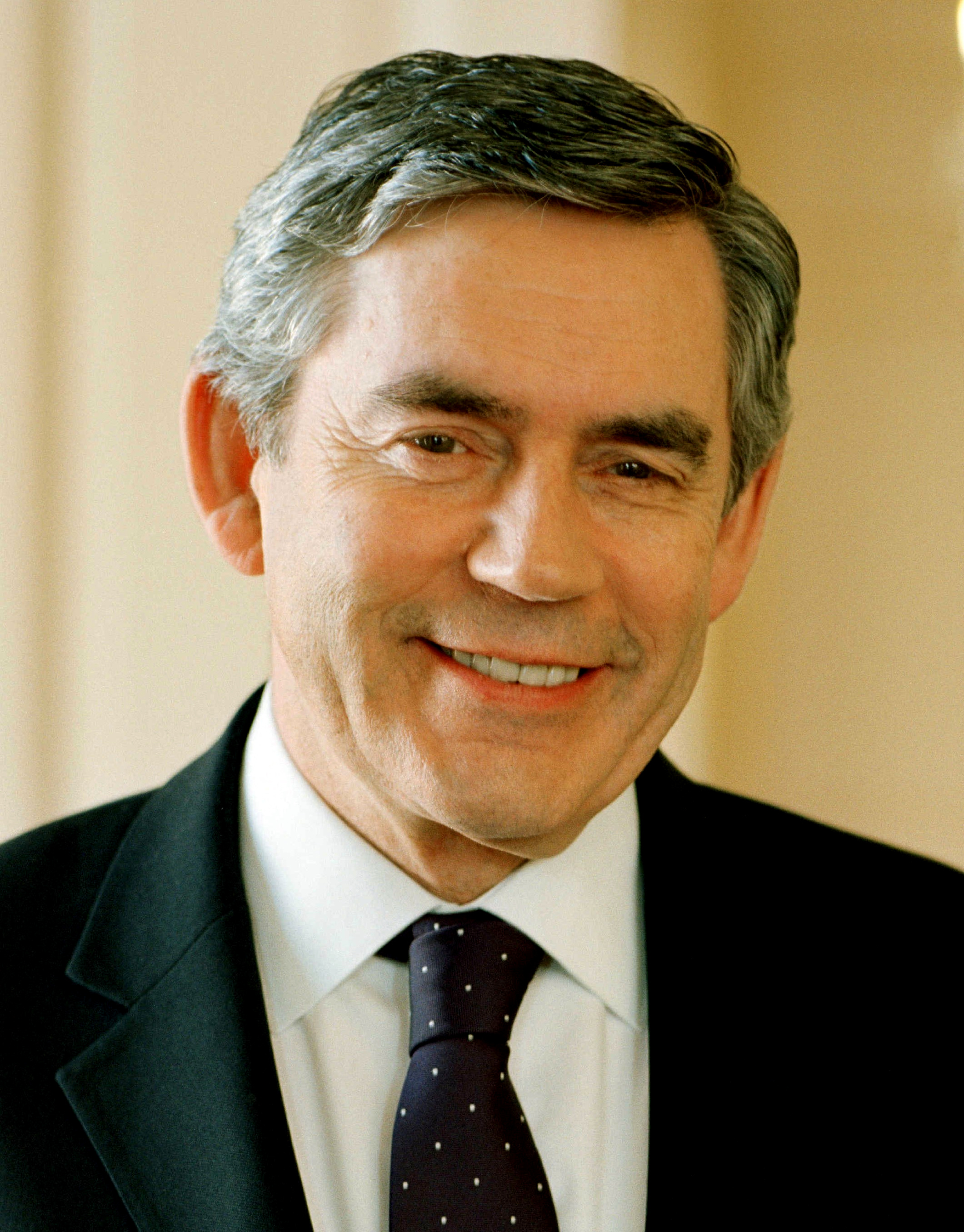
Gordon Brown
(* 1951)

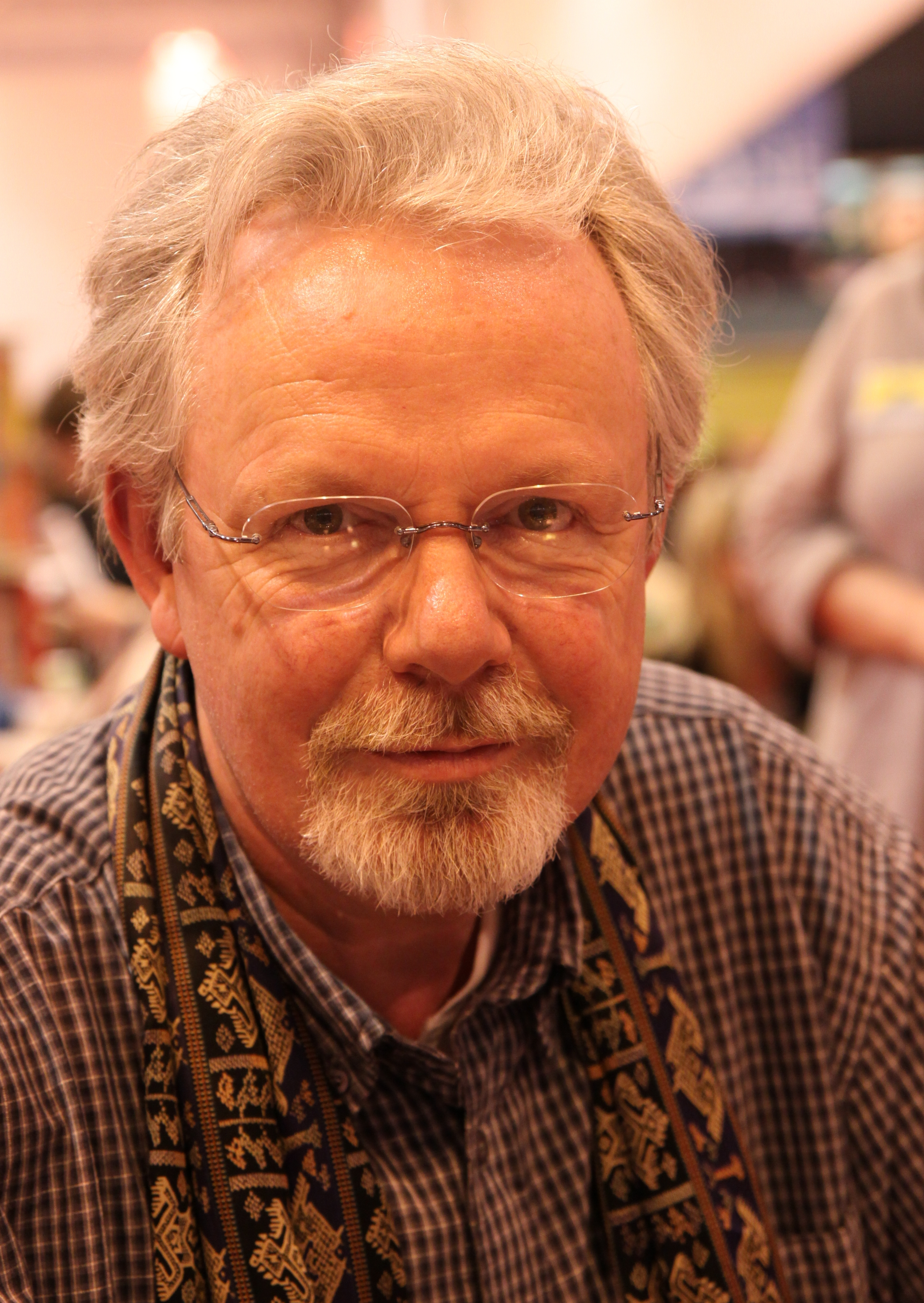
Peter May
(* 1951)

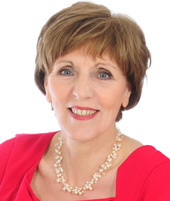
Margaret McCulloch
(* 1952)

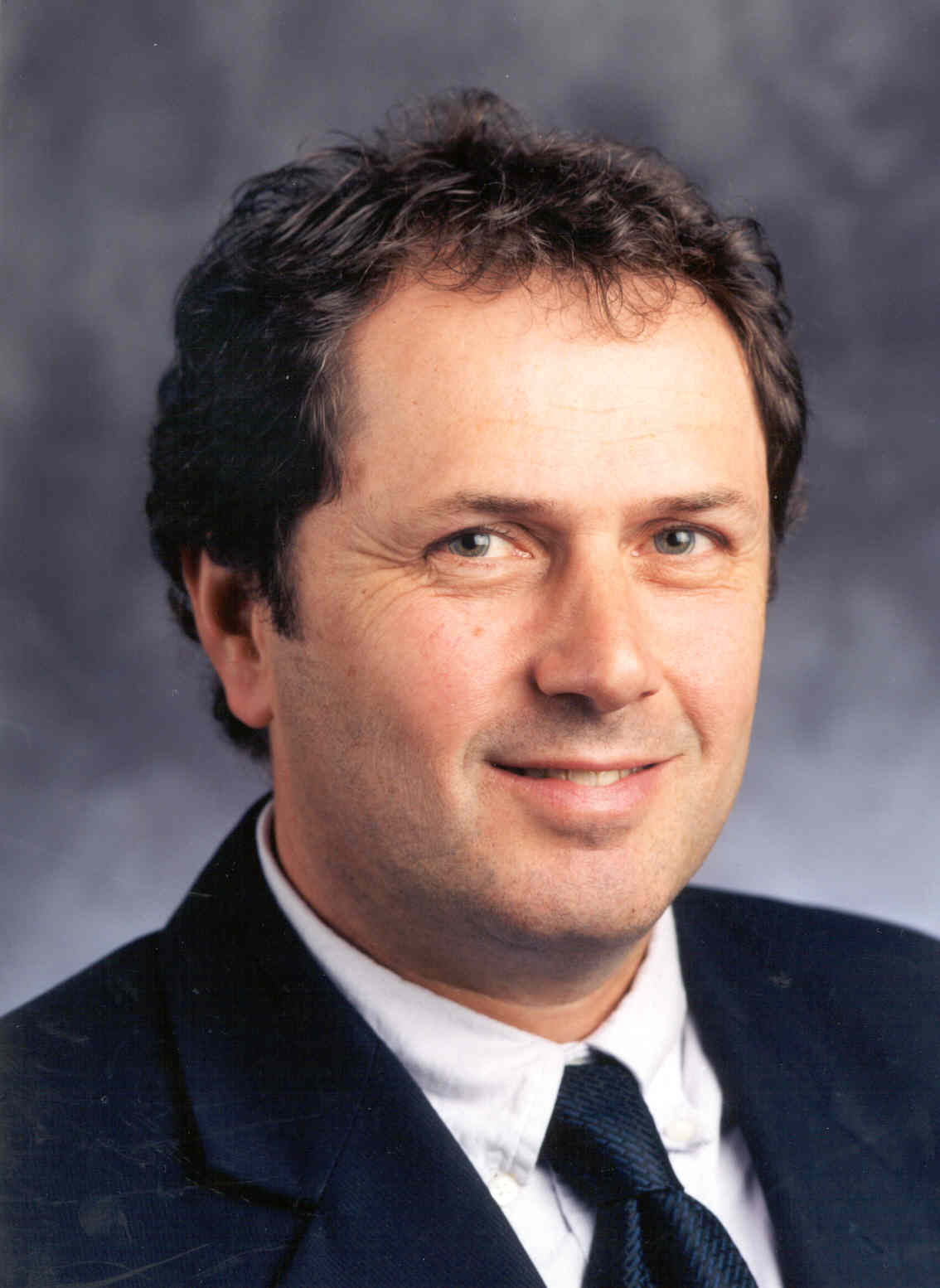
Allan Wilson
(* 1954)

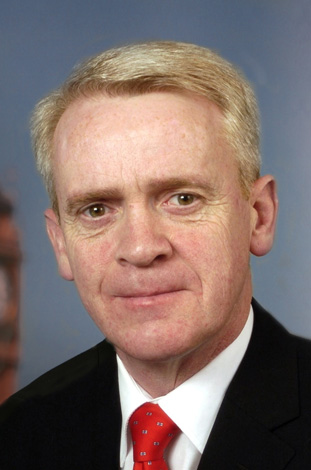
Jim McGovern
(* 1956)

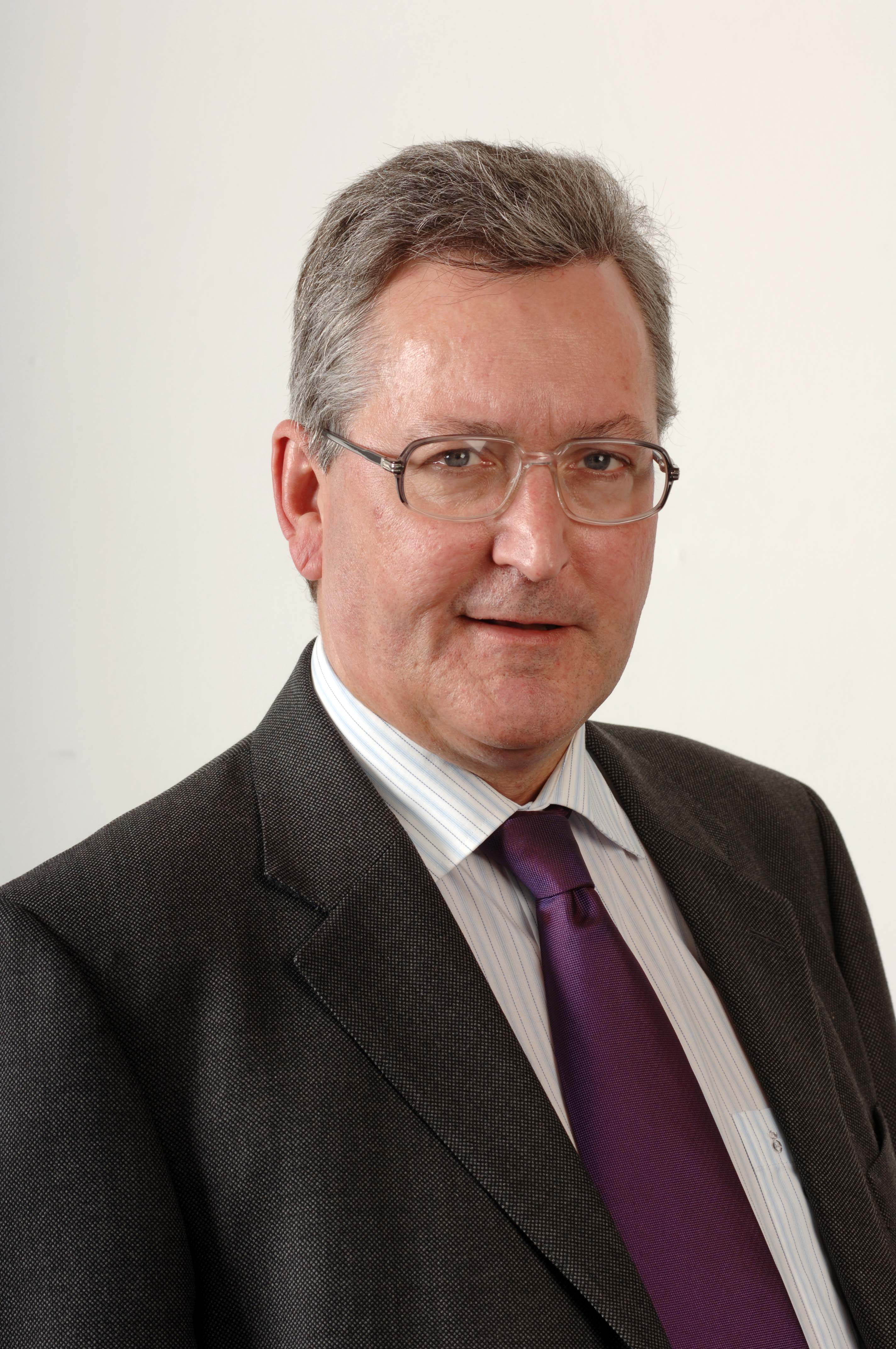
Fergus Ewing
(* 1957)

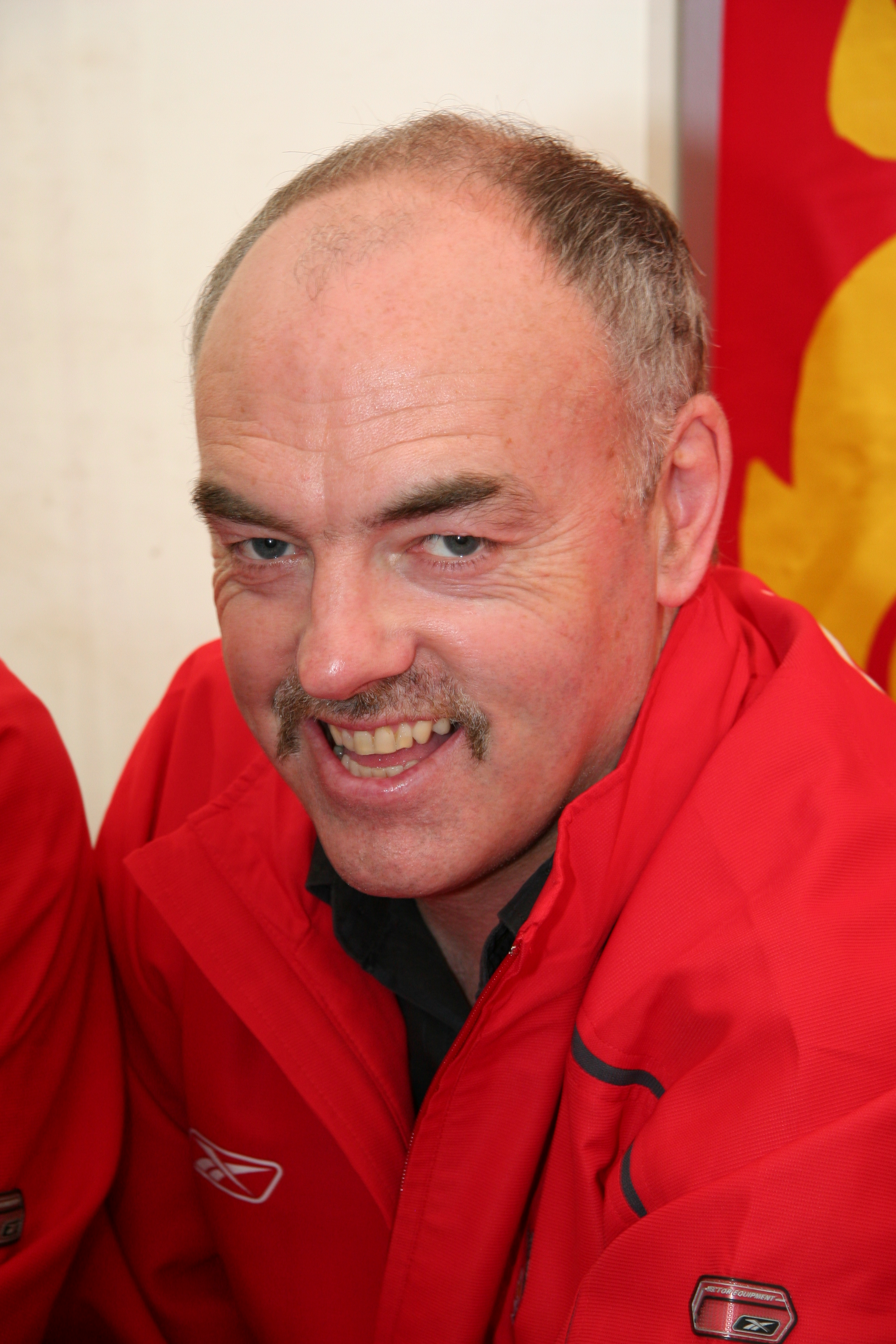
John Wark
(* 1957)

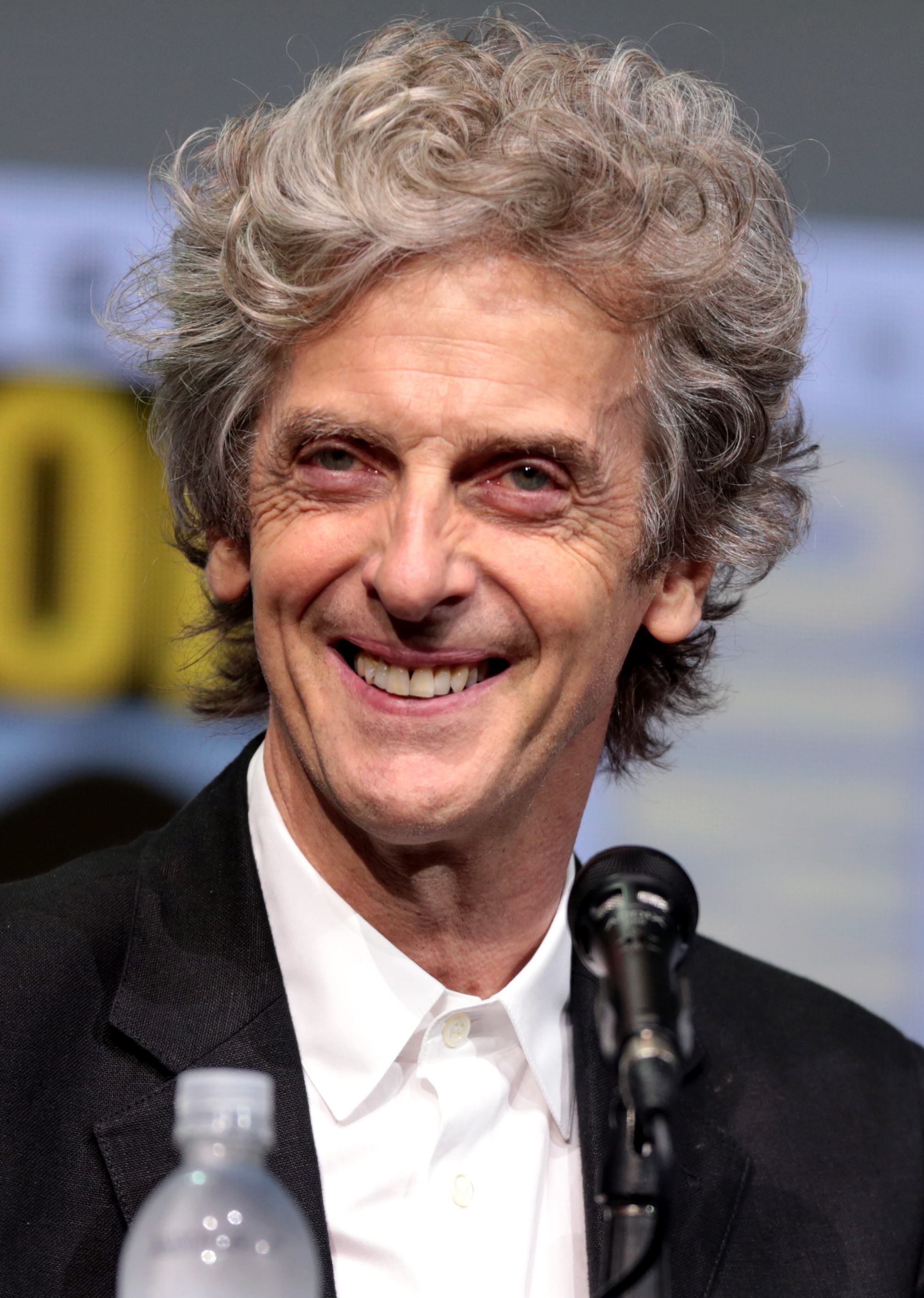
Peter Capaldi
(* 1958)

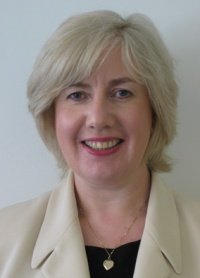
Patricia Ferguson
(* 1958)

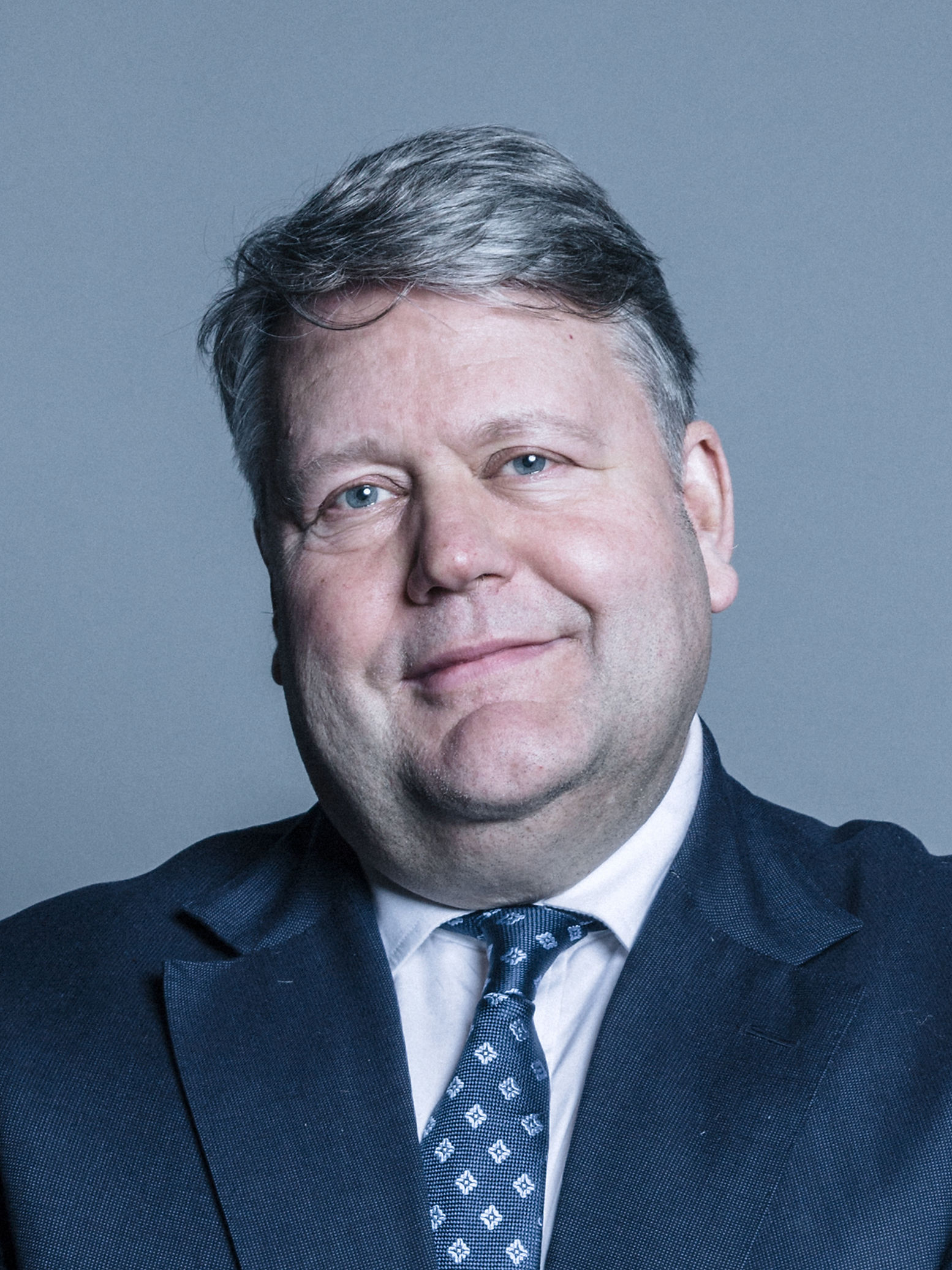
Thomas Galbraith
(* 1960)

- Peter Boyle (1951–2022), Epidemiologe
- Gordon Brown (* 1951), Politiker
- Roseanna Cunningham (* 1951), Politikerin (Scottish National Party)
- Kenny Dalglish (* 1951), Fußballspieler und -trainer
- Jim Diamond (1951–2015), Pop-Sänger
- Willie Donachie (* 1951), Fußballspieler und -trainer
- Eddie Kelly (* 1951), Fußballspieler
- Sharman Macdonald (* 1951), Schriftstellerin und Bühnenautorin
- Peter May (* 1951), Schriftsteller
- Caroline Y. Robertson-von Trotha (* 1951), Soziologin
- Alan Rough (* 1951), Fußballtorhüter
- Ian Sommerville (* 1951), Informatiker
- Philip Tartaglia (1951–2021), römisch-katholischer Erzbischof von Glasgow
- Arthur Taxier (* 1951), Schauspieler
- Dougie Thomson (* 1951), Musiker

##### 1952
- Duncan Campbell (* 1952), investigativer Journalist
- Frank Clement (* 1952), Mittel- und Langstreckenläufer
- Michael Coulter (* 1952), Kameramann
- Alex Fergusson (* 1952), Gitarrist und Musikproduzent
- Hugh Henry (* 1952), Politiker und Staatssekretär
- David Knopfler (* 1952), Gründungsmitglied der britischen Rockband Dire Straits
- Oliver Knussen (1952–2018), Komponist und Dirigent
- Archie Marshall (* 1952), Eisschnellläufer
- Margaret McCulloch (* 1952), Politikerin (Labour Party)
- Hugh O’Donnell (* 1952), Politiker
- Patrick Prosser (* 1952), Informatiker
- John Robertson (* 1952), Politiker
- Moira Walls (* 1952), Hochspringerin, Weitspringerin und Fünfkämpferin

##### 1953
- Kenny Burns (* 1953), Fußballspieler
- John Connor (* 1953), kanadischer Fußballspieler[20]
- Gregor Fisher (* 1953), Schauspieler und Komödiant
- Billy MacKinnon (* 1953), Drehbuchautor, Produzent und Dichter
- David Russell (* 1953), klassischer Gitarrist
- Malcolm Young (1953–2017), Rhythmusgitarrist, Songwriter und Mitgründer von AC/DC

##### 1954
- Tom Gallagher (* 1954), Politikwissenschaftler und Hochschullehrer
- Frank Gray (* 1954), Fußballspieler
- Ishbel Moore (* 1954), Schriftstellerin
- Irene Oldfather (* 1954), Politikerin (Labour Party)
- Tom Sermanni (* 1954), Fußballspieler und -trainer
- Allan Wilson (* 1954), Politiker (Labour Party)

##### 1955
- Carol Ann Duffy (* 1955), Lyrikerin und Dramatikerin
- Jim Fleeting (* 1955), Fußballspieler
- Douglas Flint (* 1955), Manager und Bankier
- Andy Gray (* 1955), Fußballspieler
- Nigel Griffiths (* 1955), Politiker
- Jamie Harvey (* 1955), Dartspieler
- David Kane (* 1955), britisch-amerikanischer Pianist und Komponist
- Pat Langhorne (* 1955), schottisch-neuseeländische Physikerin und Hochschullehrerin
- Lyndsay McIntosh (* 1955), Politikerin
- Willie Miller (* 1955), Fußballspieler und -trainer
- Isabel Newstead (1955–2007), Parasportlerin
- Ian Traynor (1955–2016), Journalist
- Angus Young (* 1955), Lead-Gitarrist, Songwriter und Mitgründer von AC/DC

##### 1956
- Steve Archibald (* 1956), Fußballspieler und -trainer
- Jimmy Barnes (* 1956), Rockmusiker
- Tommy Burns (1956–2008), Fußballspieler und -trainer
- Bill Butler (* 1956), Politiker (Labour Party)
- Wendy Clarkson (* 1956), Badmintonspielerin
- Linda Fabiani (* 1956), Politikerin (Scottish National Party)
- Tony Fitzpatrick (* 1956), Fußballspieler und -trainer
- Derek Forbes (* 1956), Bassist und Gründungsmitglied der Simple Minds
- William Haughey, Baron Haughey (* 1956), Adliger und Geschäftsmann
- John Lunn (* 1956), Komponist
- Hanzala Malik (1956–2023), Politiker (Labour Party)
- Jim McGovern (* 1956), Politiker (Labour Party)
- Michael McIntyre, Regattasegler
- Martin Millar (* 1956), Fantasy-Autor
- Maggie Reilly (* 1956), Sängerin
- Billy Stark (* 1956), Fußballspieler und -trainer
- Stevie Young (* 1956), Gitarrist

##### 1957
- Iain Burnside (* 1957), Pianist
- Fergus Ewing (* 1957), Politiker (Scottish National Party)
- Johann Lamont (* 1957), Politikerin (Labour Party)
- Moira MacLeod (* 1957), Hockeyspielerin[21]
- Mark McGhee (* 1957), Fußballspieler und -trainer
- Fiona McLeod (* 1957), Politikerin (Scottish National Party)
- Anthony Reid (* 1957), Automobilrennfahrer
- John Wark (* 1957), Fußballspieler

##### 1958
- William Binnie (* 1958), US-amerikanischer Unternehmer und Autorennfahrer
- Peter Capaldi (* 1958), Schauspieler
- Patricia Ferguson (* 1958), Politikerin (Labour Party)
- Janis Hughes (* 1958), Politikerin (Labour Party)
- Alan Irvine (* 1958), Fußballspieler und -trainer
- Gary Lewis (* 1958), Schauspieler
- Murdo MacLeod (* 1958), Fußballspieler und -trainer
- David Newton (* 1958), Jazz-Pianist und Komponist
- William Reid (* 1958), Gitarrist und Komponist
- Leo Scullion (* 1958), Snookerschiedsrichter
- Philippa York (* 1958), Radrennfahrer und Radsportkommentatorin

##### 1959
- Craig Armstrong (* 1959), Komponist
- Douglas Boyd (* 1959), Oboist und Dirigent
- Richard Budgett (* 1959), Ruderer
- Charlie Burchill (* 1959), Musiker, Komponist und Gründungsmitglied der Simple Minds
- Maxwell Caulfield (* 1959), Schauspieler
- David Coburn (* 1959), Politiker (UK Independence Party)
- Debi Gliori (* 1959), Schriftstellerin
- Janice Hally (* 1959), Schriftstellerin
- Jim Kerr (* 1959), Leadsänger und Komponist der Rockband Simple Minds
- Frank McAvennie (* 1959), Fußballspieler
- Rose McDowall (* 1959), Musikerin
- Brian McGee (* 1959), Schlagzeuger und Gründungsmitglied der Simple Minds
- Paul McKenzie (* 1959), Musiker
- Gary Piquer (* 1959), spanisch-britischer Schauspieler
- Eddi Reader (* 1959), Sängerin

##### 1960
- Margaret Ferrier (* 1960), Politikerin (Scottish National Party)
- Thomas Galbraith, 2. Baron Strathclyde (* 1960), Politiker (Conservative Party)
- Gordon MacDonald (* 1960), Politiker (Scottish National Party)
- Richard McCabe (* 1960), Schauspieler
- Angela McCluskey (1960–2024), Sängerin und Songwriterin
- Grant Morrison (* 1960), Comicautor
- Graeme Sharp (* 1960), Fußballspieler
- Alan Thomson (* 1960), Bassgitarrist

#### 1961 bis 1970

##### 1961
- Andrew Airlie (* 1961), Schauspieler
- Sarah Boyack (* 1961), Politikerin
- Douglas Cairns (* 1961), Gräzist
- Robert Carlyle (* 1961), Schauspieler
- Frances Curran (* 1961), Politikerin

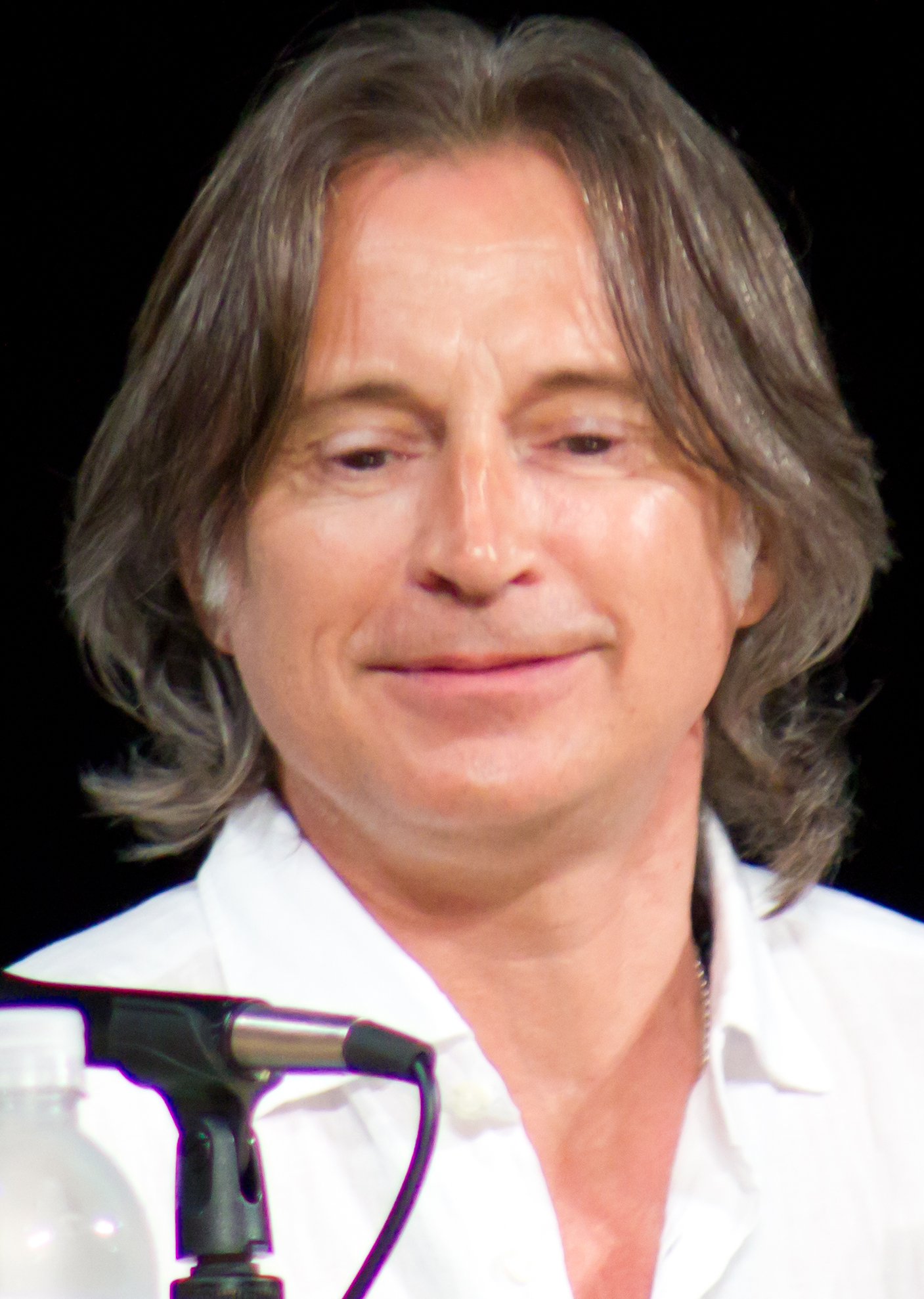
Robert Carlyle
(* 1961)

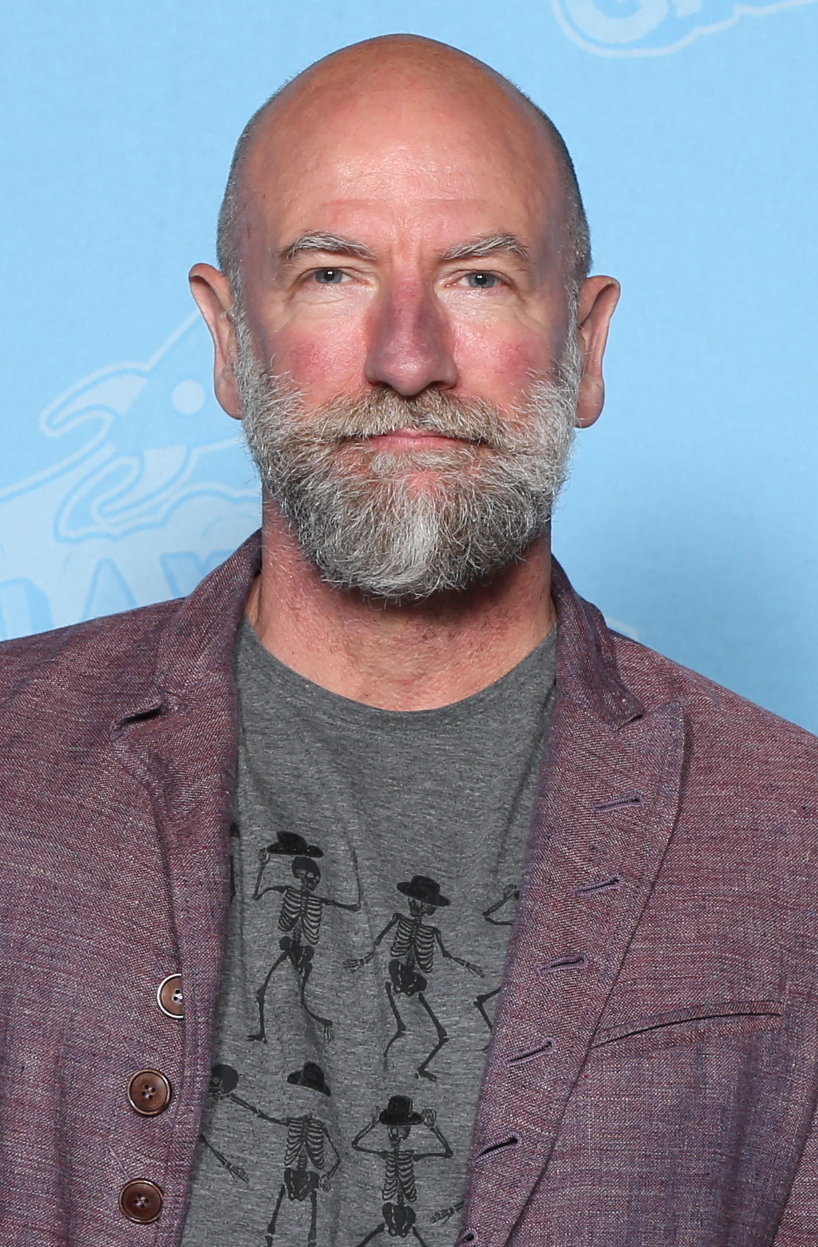
Graham McTavish
(* 1961)

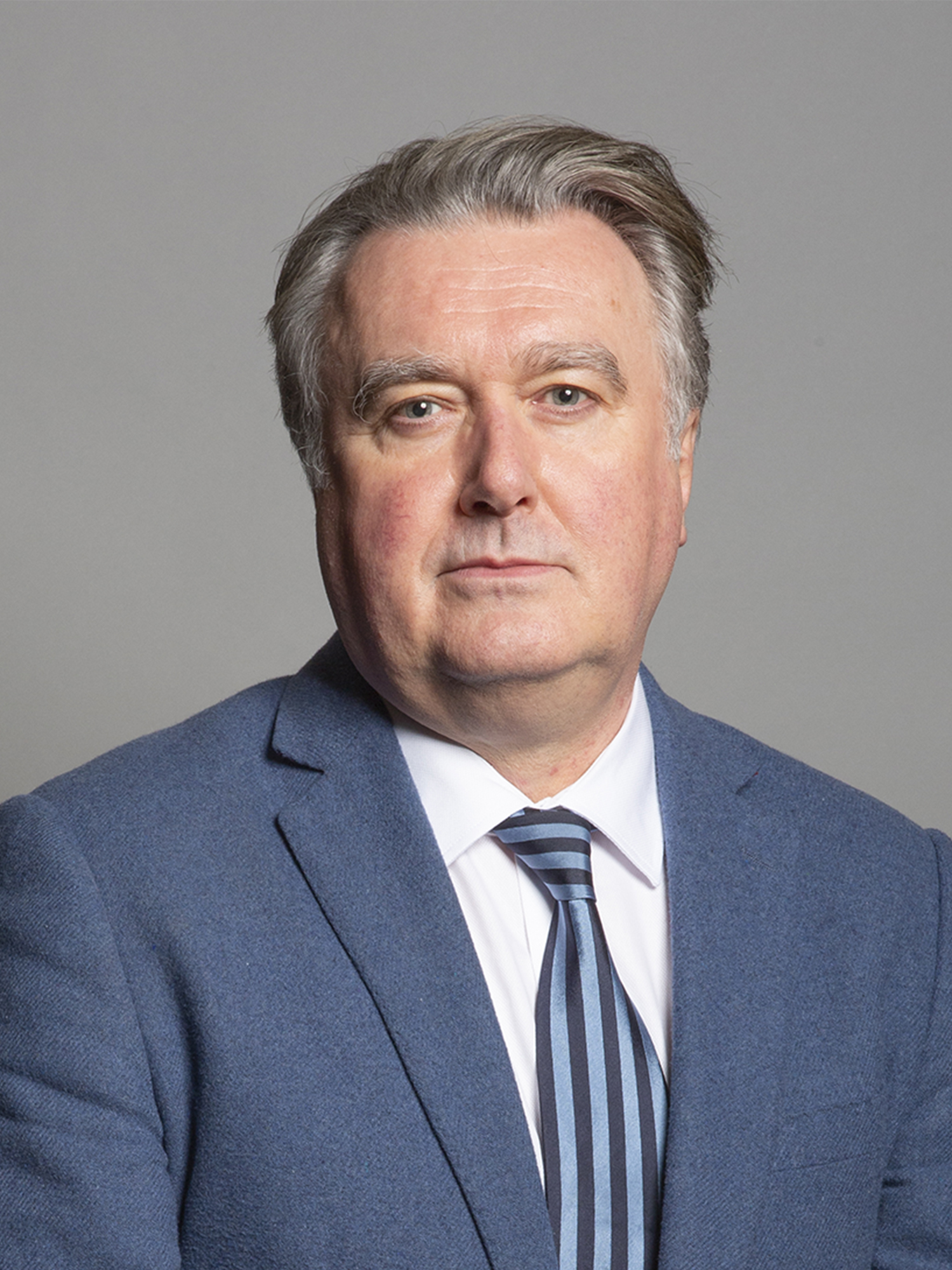
John Nicolson
(* 1961)

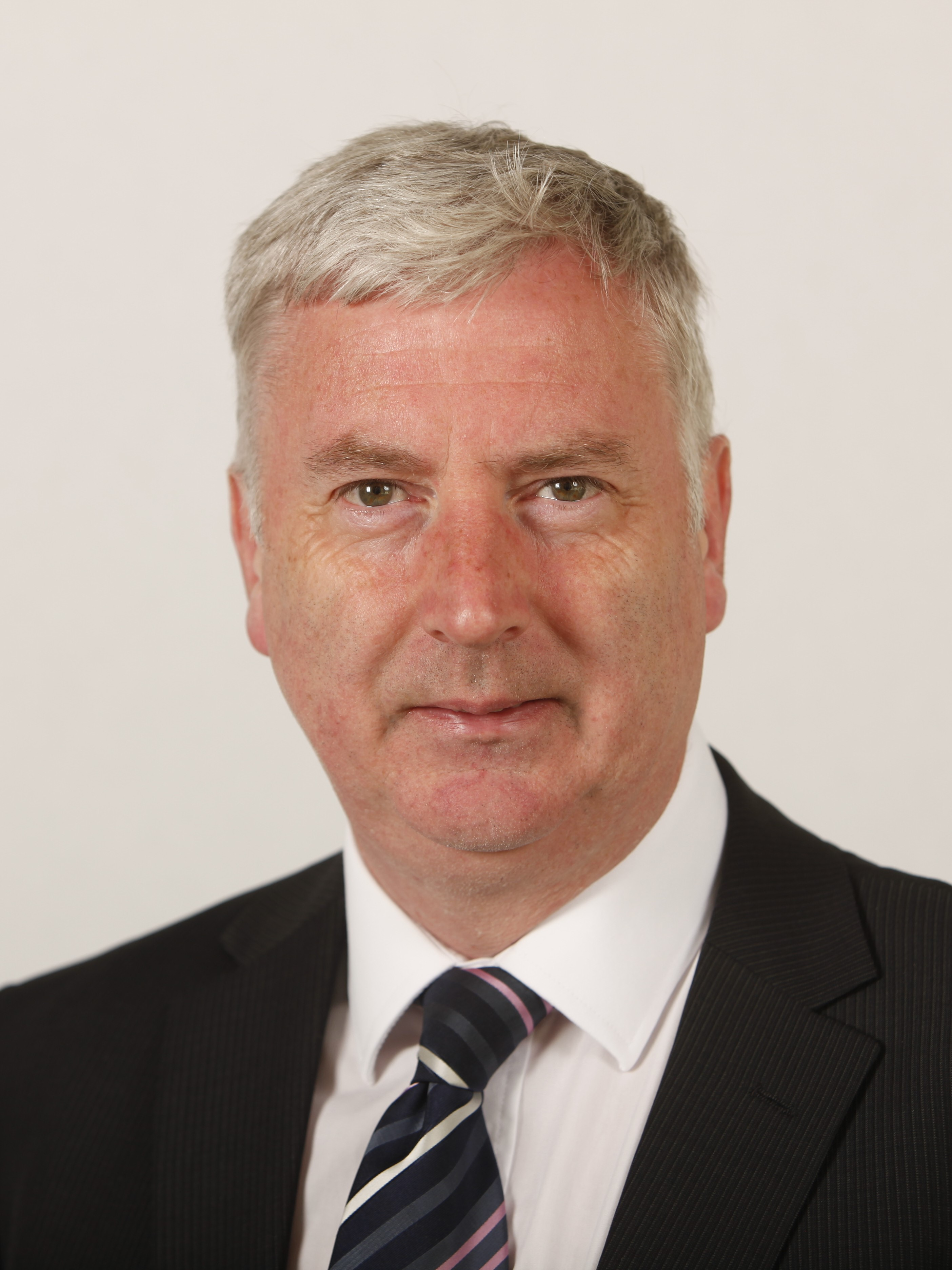
James Kelly
(* 1963)

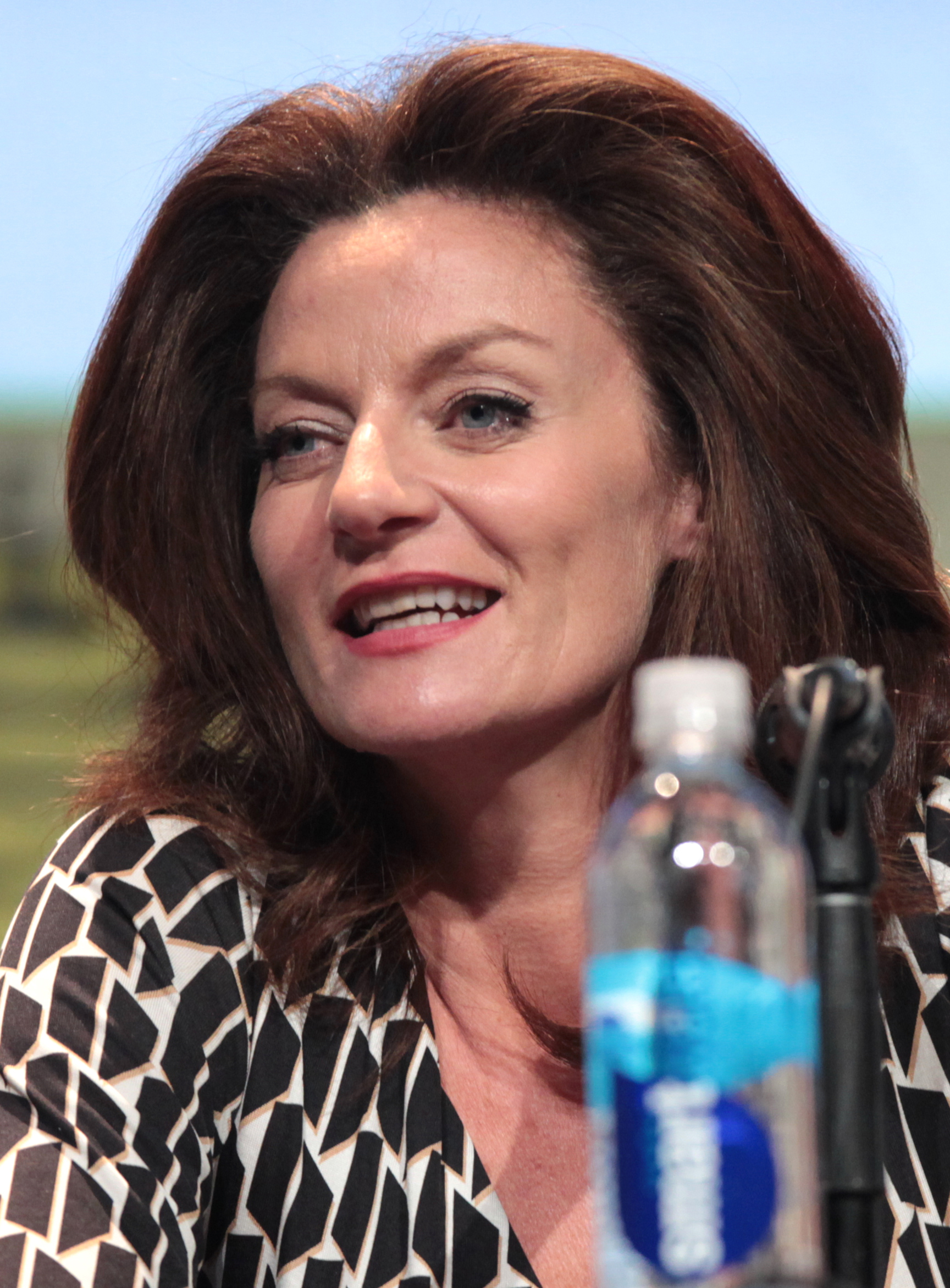
Michelle Gomez
(* 1966)

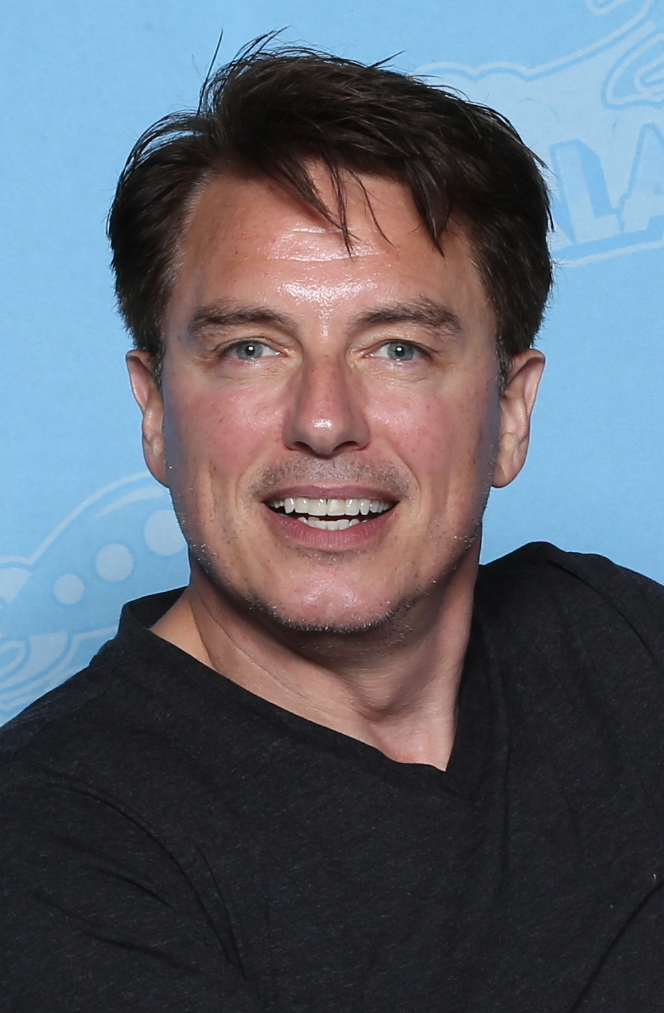
John Barrowman
(* 1967)

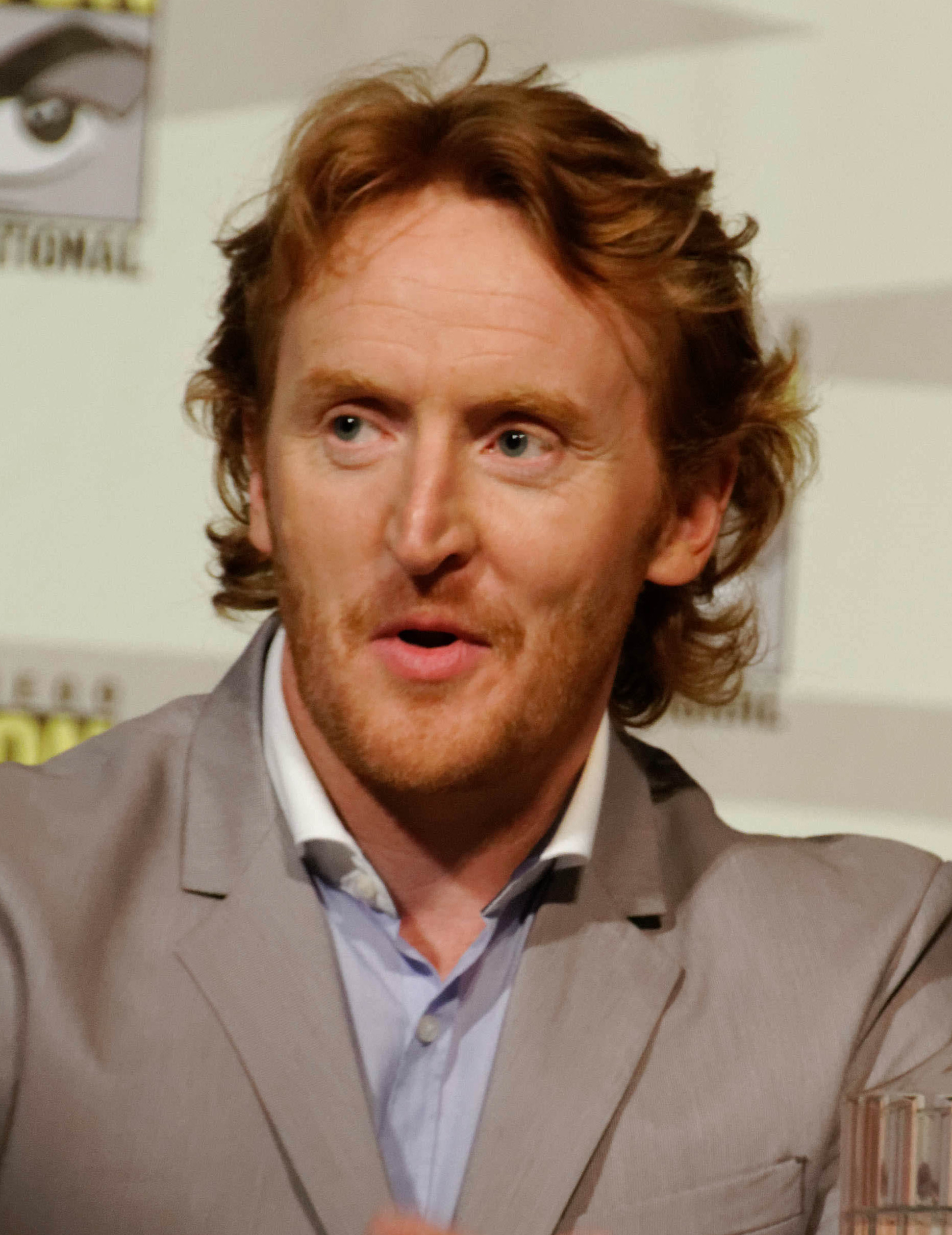
Tony Curran
(* 1969)

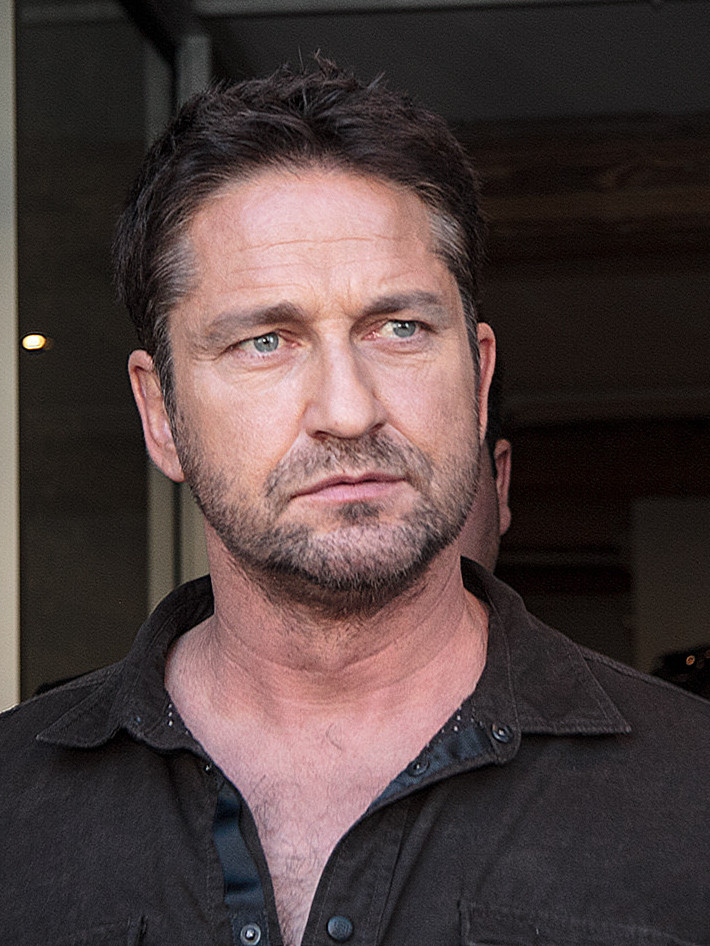
Gerard Butler
(* 1969)

- Paul Evans (* 1961), Langstreckenläufer
- Rosie Kane (* 1961), Politikerin (Scottish Socialist Party)
- John McGurk (* 1961), Papiertechnologe und Extremsportler
- Graham McTavish (* 1961), Schauspieler
- Charlie Nicholas (* 1961), Fußballspieler
- John Nicolson (* 1961), Politiker, Moderator und Reporter
- Jim Reid (* 1961), Komponist und Rocksänger
- Jimmy Somerville (* 1961), Pop-Musiker
- David White (* 1961), Heraldiker und Genealoge

##### 1962
- Tommy Coyne (* 1962), irischer Fußballspieler und -trainer
- Craig Ferguson (* 1962), Fernsehmoderator, Komiker, Schauspieler und Filmregisseur
- Louise Goodall (* 1962), Filmschauspielerin
- Clare Grogan (* 1962), Schauspielerin, Jugendbuchautorin und Popsängerin
- Ray Houghton (* 1962), Fußballspieler und Sportkommentator
- Frank McAveety (* 1962), Politiker
- David Mitchell (* 1962), Fußballspieler
- Paul Motwani (* 1962), Schachspieler
- Rob Mulholland (* 1962), Bildhauer, Industriedesigner und Möbelbauer
- Owen Paul (* 1962), Sänger
- Nada Shabout (* 1962), US-amerikanische Kunsthistorikerin
- Stevie Starr (* 1962), Illusionist

##### 1963
- Wendy Alexander (* 1963), Politikerin
- Howie B (* 1963), DJ, Musiker und Musikproduzent
- Stewart Maxwell (* 1963), Politiker (Scottish National Party)
- Armando Iannucci (* 1963), Komiker, Regisseur und Produzent
- Mo Johnston (* 1963), Fußballspieler und -trainer
- James Kelly (* 1963), Politiker (Labour Party)
- Angus Macfadyen (* 1963), Filmschauspieler
- Colin Montgomerie (* 1963), Profigolfer
- Pat Nevin (* 1963), Fußballspieler
- Brendan O’Hara (* 1963), Politiker (Scottish National Party)
- Steve Smith (* 1963), Eishockeyspieler

##### 1964
- Lesley Beck (* 1964), Skirennläuferin[22]
- Martin Chambers (1964–2024), römisch-katholischer Geistlicher, designierter Bischof von Dunkeld
- Justin Currie (* 1964), Sänger und Songwriter
- Billy Davies (* 1964), Fußballspieler und -trainer
- Richard Elliot (* 1964), Saxophonspieler
- Martin Fair (* 1964), Geistlicher der Church of Scotland
- Niall Ferguson (* 1964), Historiker
- Aminatta Forna (* 1964), Schriftstellerin, Dozentin für Literatur
- John Hodge (* 1964), Drehbuchautor und Arzt
- John Keenan (* 1964), römisch-katholischer Bischof von Paisley
- Jim Lambie (* 1964), Künstler, DJ und Musiker
- Ian Livingston, Baron Livingston of Parkhead (* 1964), Manager und Minister
- Michael McCann (* 1964), Politiker (Labour Party)
- Andrew McKenzie (* 1964), römisch-katholischer Geistlicher, Bischof von Dunkeld
- Tosh McKinlay (* 1964), Fußballspieler
- Allan Moore (* 1964), Fußballspieler
- Bristow Muldoon (* 1964), Politiker (Labour Party)
- Nicolette (* 1964), Singer-Songwriterin und DJ im Bereich Electronica
- Gillian Philip (* 1964), Schriftstellerin[23]
- Tommy Sheridan (* 1964), Politiker

##### 1965
- David Anderson (* 1965), Boxer[24]
- Tommy Boyd (* 1965), Fußballspieler
- Tommy Flanagan (* 1965), Schauspieler
- Robert Fleck (* 1965), Fußballspieler
- Gary Gibson (* 1965), Science-Fiction-Autor
- Pat McFadden (* 1965), Politiker (Labour) und Kanzler des Herzogtums Lancaster
- Brian McCardie (1965–2024), Schauspieler
- David O’Hara (* 1965), Theater- und Filmschauspieler
- Susan Philipsz (* 1965), Klangkünstlerin

##### 1966
- Michelle Gomez (* 1966), Schauspielerin
- Douglas Gordon (* 1966), Künstler
- Andrew Macdonald (* 1966), Filmproduzent
- Gary McKinnon (* 1966), Computer-Hacker
- David McVicar (* 1966), Opernregisseur
- David Winnie (* 1966), Fußballspieler und -trainer
- David Yarrow (* 1966), Geschäftsmann und Kunstfotograf

##### 1967
- Douglas Alexander (* 1967), Politiker (Labour Party)
- John Barrowman (* 1967), Schauspieler und Sänger
- Stewart Brydon (* 1967), Radrennfahrer
- Mark Covell (* 1967), Regattasegler
- Dominic Kinnear (* 1967), US-amerikanischer Fußballspieler und -trainer
- Kevin Macdonald (* 1967), Filmregisseur, Drehbuchautor und Filmproduzent
- Paul Martin (* 1967), Politiker
- Jim Murphy (* 1967), Politiker (Labour Party)
- Sharon Small (* 1967), Schauspielerin
- Sharleen Spiteri (* 1967), Musikerin
- Paul Weir (* 1967), Boxer im Halbfliegen- und Strohgewicht

##### 1968
- Billy Boyd (* 1968), Film- und Theaterschauspieler
- Christopher Brookmyre (* 1968), Romanautor
- Vincent Gale (* 1968), kanadischer Schauspieler und Synchronsprecher
- Patricia Gibson (* 1968), Politikerin (Scottish National Party)
- Charles Kane (* 1968), Boxer
- Gus MacPherson (* 1968), Fußballspieler und -trainer
- Derek Whyte (* 1968), Fußballspieler und -trainer

##### 1969
- Tony Curran (* 1969), Schauspieler
- Gerard Butler (* 1969), Schauspieler
- Brian Carr (* 1969), Boxer[25]
- Graeme Connal (* 1969), Curler
- Eddie Duffy (* 1969), Bassist und Mitglied der Rockband Simple Minds
- Mary Kiani (* 1969), Sängerin
- Paul Lambert (* 1969), Fußballspieler
- Rory McCann (* 1969), Schauspieler
- Billy McKinlay (* 1969), Fußballspieler und -trainer
- Alex Rae (* 1969), Fußballspieler
- Lynne Ramsay (* 1969), Regisseurin und Drehbuchautorin

##### 1970
- Michael Matheson (* 1970), Politiker (Scottish National Party)
- John Spencer (* 1970), Fußballspieler

#### 1971 bis 1980
- Joe Brooks (* 1971), Biathlet
- Funk D’Void (* 1971), Produzent
- Alan McManus (* 1971), Snookerspieler

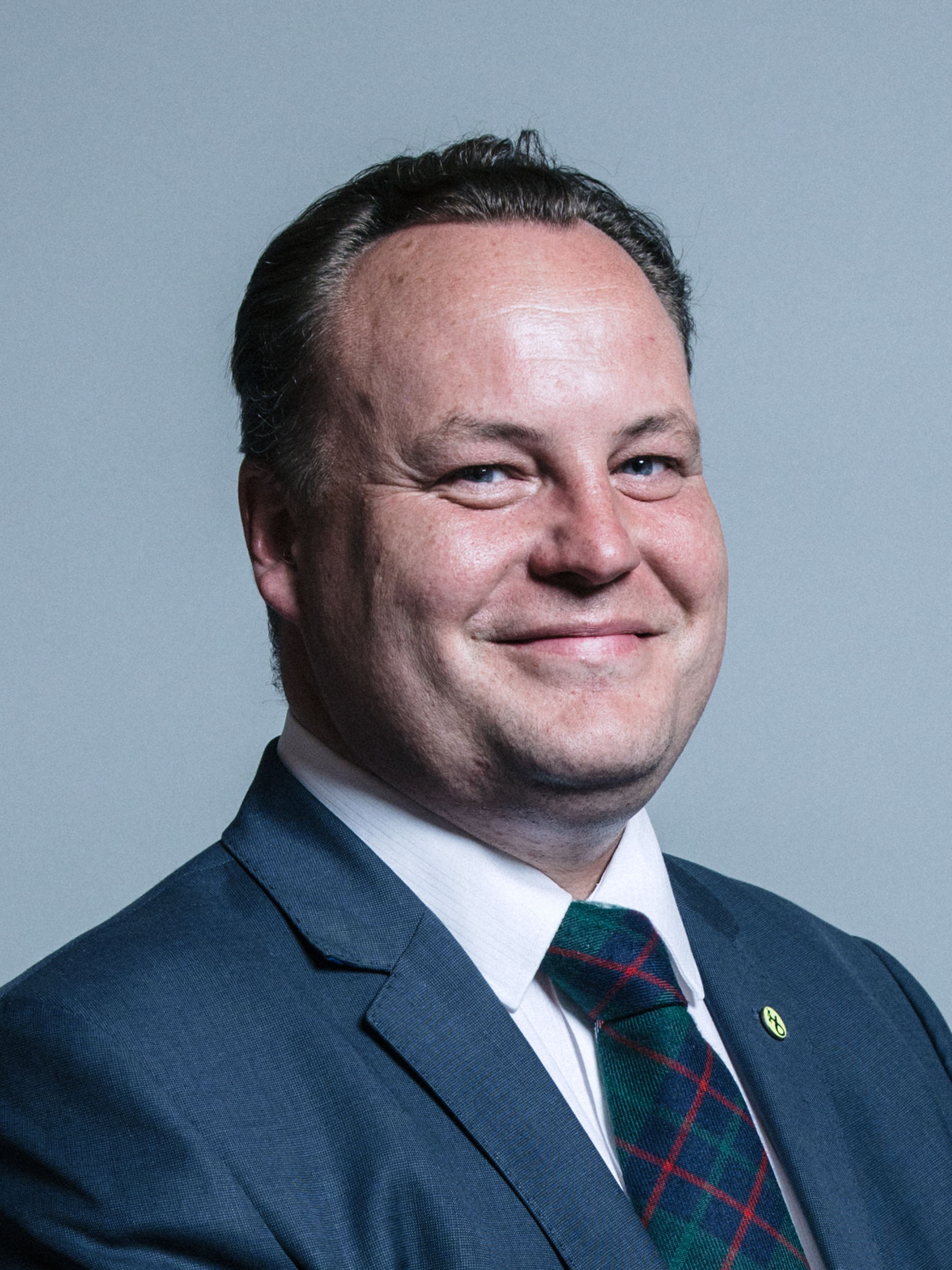
Christopher Stephens
(* 1973)

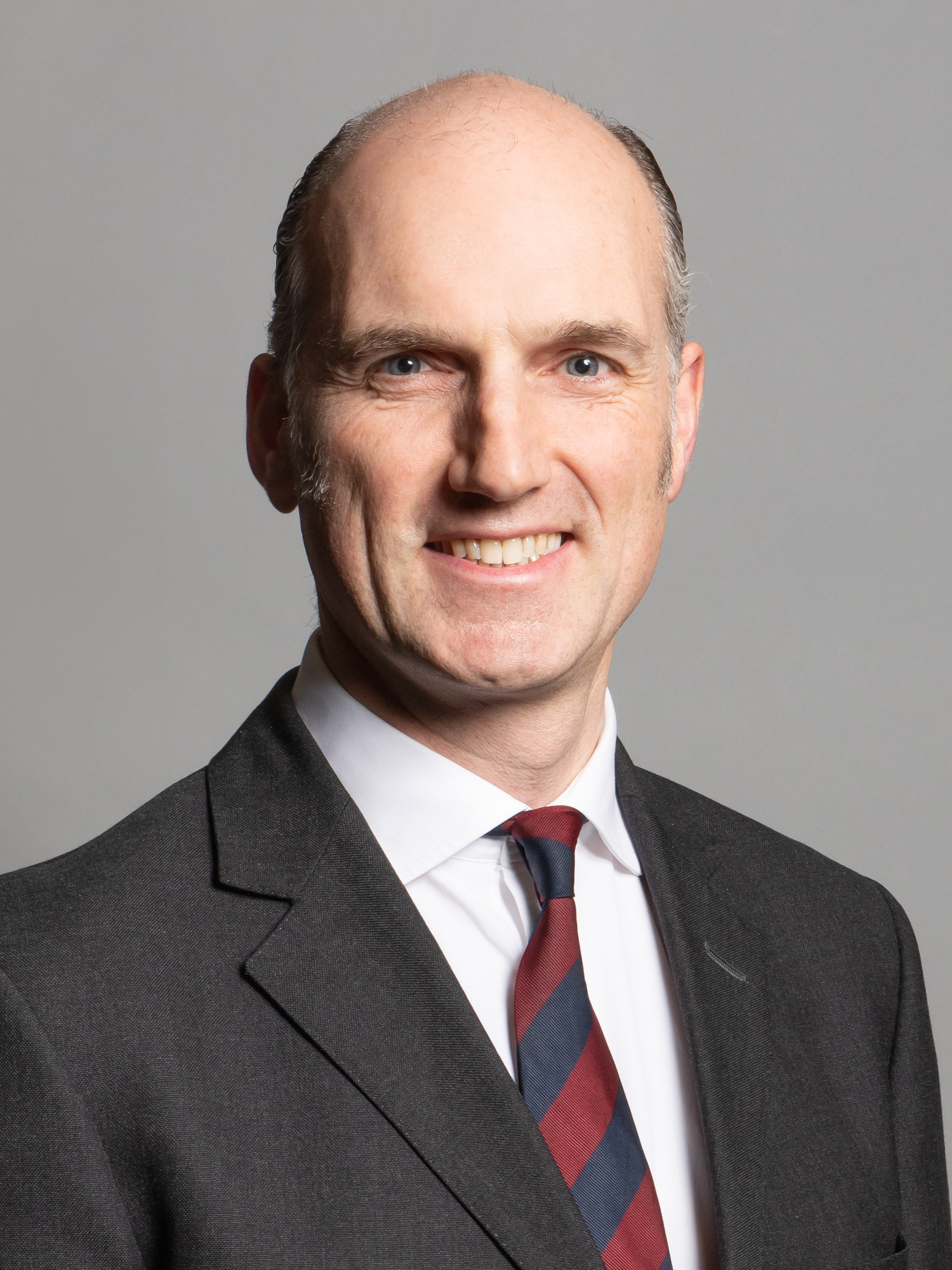
Leo Docherty
(* 1976)

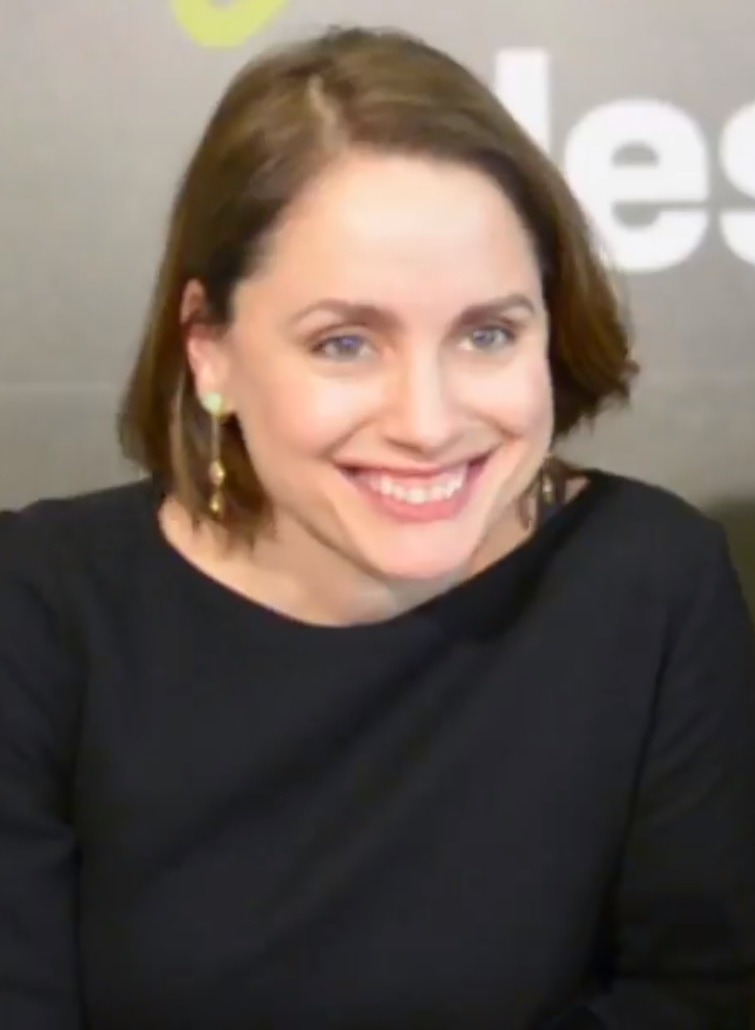
Laura Fraser
(* 1975)

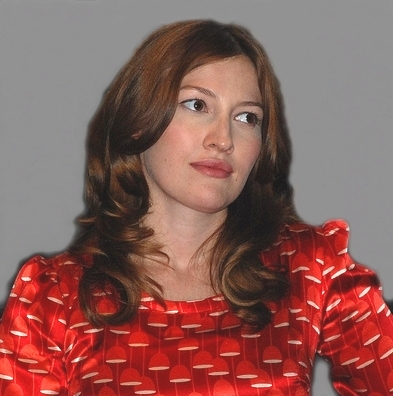
Kelly Macdonald
(* 1976)

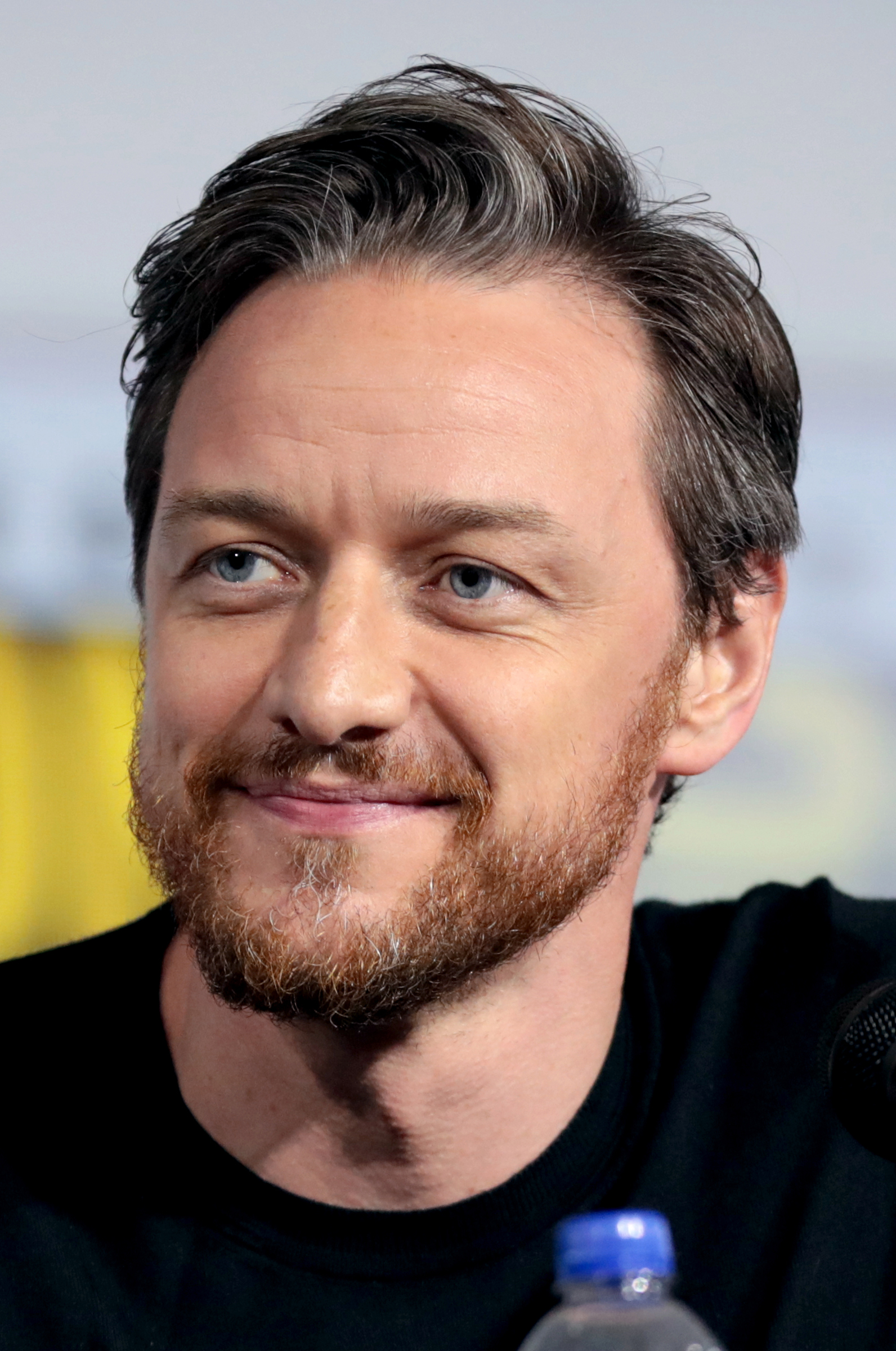
James McAvoy
(* 1979)

- Michelle Mone (* 1971), Geschäftsfrau und Life Peeress
- Willie Bain (* 1972), Politiker (Labour Party)
- Frankie Boyle (* 1972), Comedian
- Scott Brown (* 1972), DJ und Musikproduzent
- Darren Ferguson (* 1972), Fußballspieler und -trainer
- Kirsty Hay (* 1972), Curlerin
- Carol Monaghan (* 1972), Politikerin
- Alison Sheppard (* 1972), Schwimmerin
- Jackie McNamara (* 1973), Fußballspieler
- Alyn Smith (* 1973), Politiker
- Christopher Stephens (* 1973), Politiker (Scottish National Party)
- Garry Sweeney (* 1973), Schauspieler
- Simon Donnelly (* 1974), Fußballspieler
- Dougie Freedman (* 1974), Fußballspieler und -trainer
- Kode9 (* 1974), Künstler der elektronischen Musik, DJ
- Laura Macdonald (* 1974), Jazzmusikerin
- Kirsty Mitchell (* 1974), Schauspielerin
- Alec Newman (* 1974), Theater- und Filmschauspieler
- Kwame Nkrumah-Acheampong (* 1974), Skirennläufer
- Ray Park (* 1974), Schauspieler
- Laura Fraser (* 1975), Filmschauspielerin
- Katherine Grainger (* 1975), Ruderin
- Ruth Millar (* 1975), Schauspielerin
- Sarah Moss (* 1975), Schriftstellerin
- Imornefe „Morph“ Bowes (* 1976), Beachvolleyballtrainer
- Isobel Campbell (* 1976), Sänger
- Leo Docherty (* 1976), Politiker (Conservative Party)
- Alastair Forsyth (* 1976), Profigolfer
- Kerry Lang (* 1976), Triathletin
- Kelly Macdonald (* 1976), Schauspielerin
- Charlie Miller (* 1976), Fußballspieler
- Kyle Spencer (* 1976), Tennisspieler
- Douglas Stuart (* 1976), Schriftsteller
- Pearse Doherty (* 1977), irischer Politiker
- Catriona Morrison (* 1977), Duathletin und Triathletin
- Gary Thomson (* 1977), Snookerspieler
- Campbell Walsh (* 1977), Kanute
- Barry Ferguson (* 1978), Fußballspieler und -trainer
- James McBain (* 1978), Snookerspieler
- Lee McConnell (* 1978), Leichtathletin
- William Collum (* 1979), Fußballschiedsrichter
- Paul Gallacher (* 1979), Fußballtorwart
- Johann Hari (* 1979), Journalist, Schriftsteller und Kolumnist
- Jamie Hepburn (* 1979), Politiker (Scottish National Party)
- Richard Hughes (* 1979), Fußballspieler
- James McAvoy (* 1979), Theater- und Filmschauspieler
- Stephen Ashfield (* 1979), Schauspieler[26][27]
- Khalid Abdalla (* 1980), Schauspieler
- Michelle McManus (* 1980), Sängerin
- Euan Murray (* 1980), Rugby-Union-Spieler
- Aidan O’Donnell (* ≈1980), Jazzmusiker
- Colin Shields (* 1980), Eishockeyspieler
- Jo Swinson (* 1980), Politikerin

#### 1981 bis 1990
- Peter Canero (* 1981), Fußballspieler
- Alistair Casey (* 1981), Badmintonspieler
- Stephen Maguire (* 1981), Snookerspieler

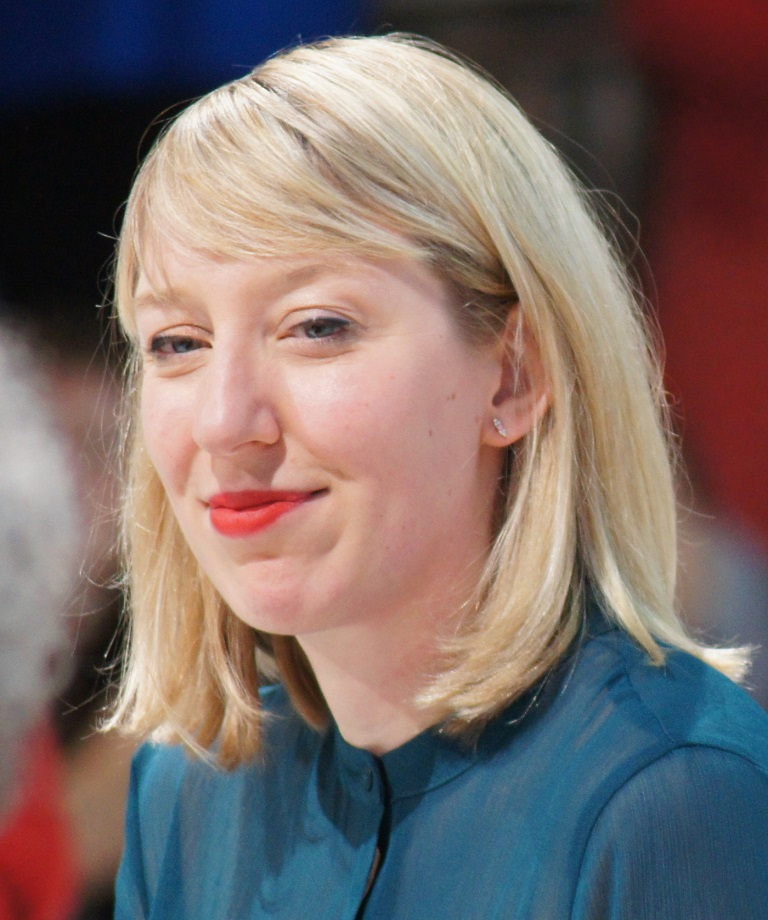
Katie Paterson
(* 1981)

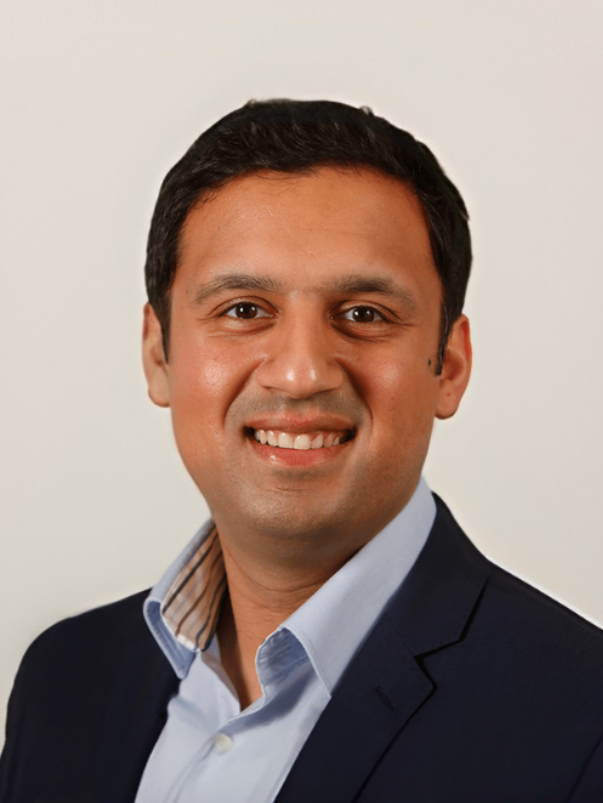
Anas Sarwar
(* 1983)

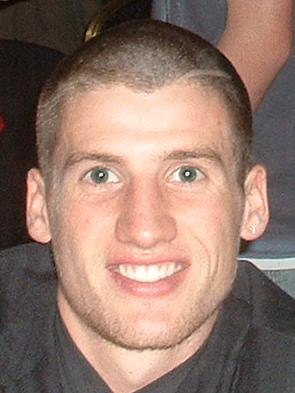
Roddy Hunter
(* 1984)

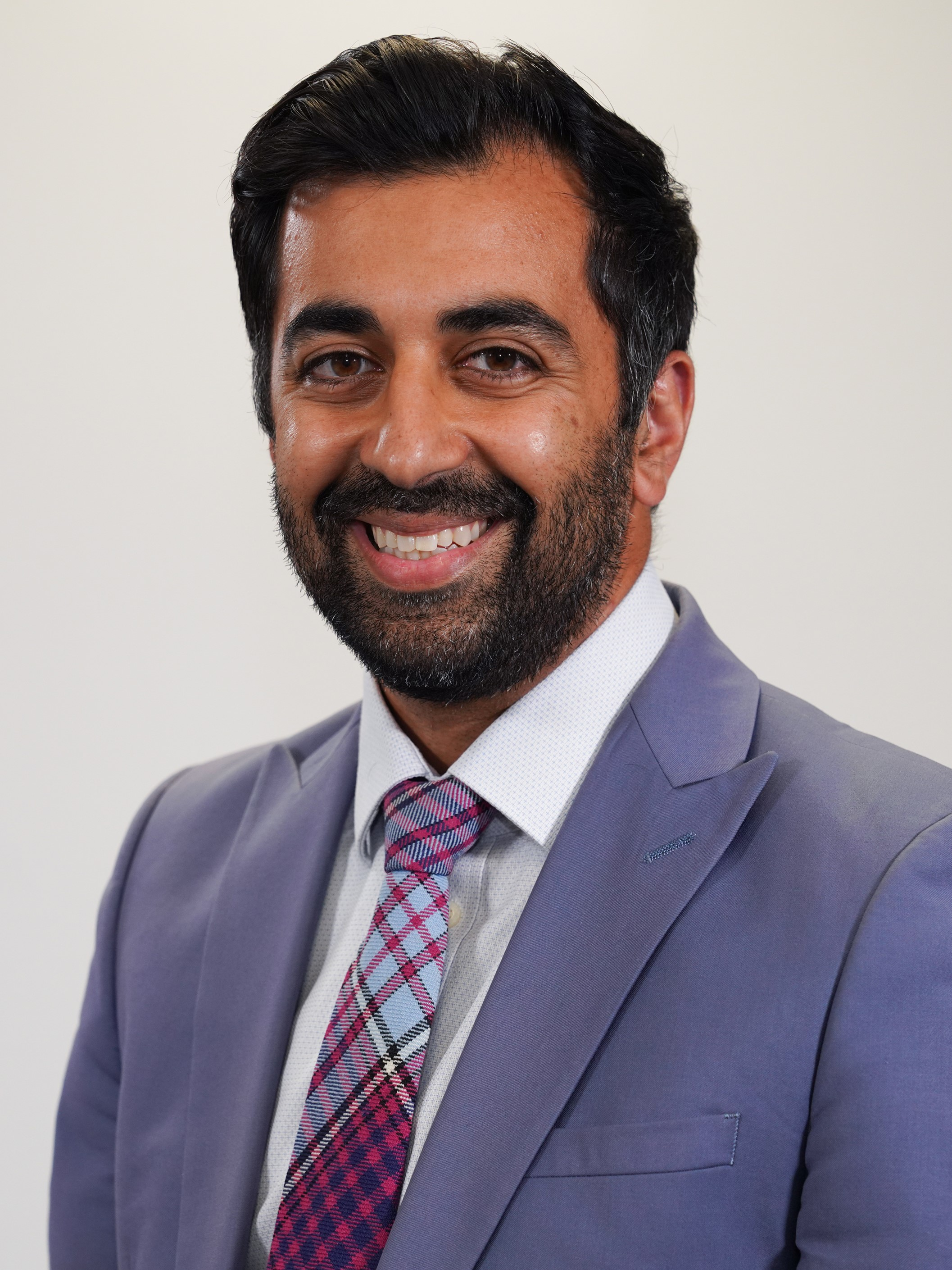
Humza Yousaf
(* 1985)

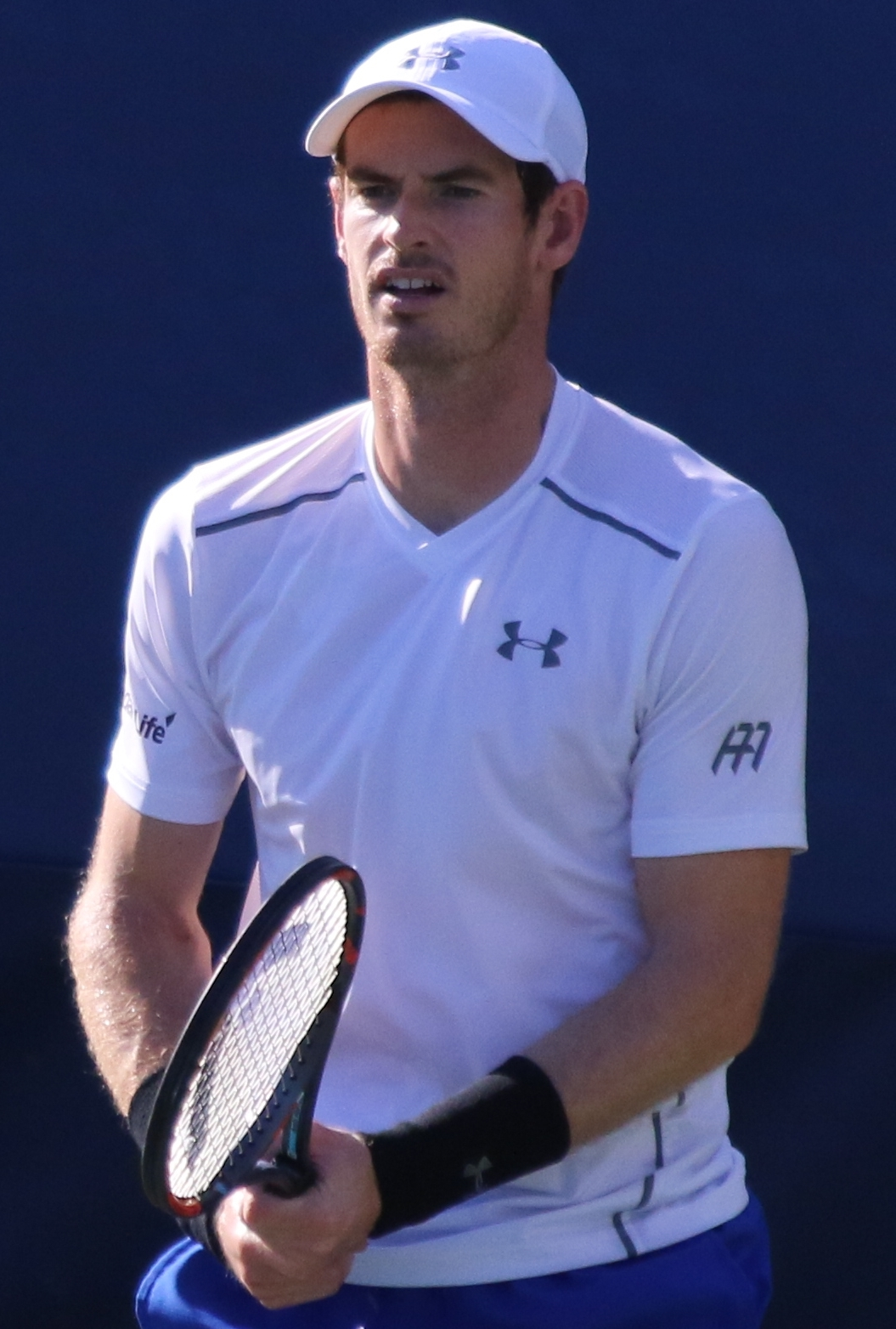
Andy Murray
(* 1987)

- Marianna Palka (* 1981), US-amerikanische Schauspielerin, Drehbuchautorin, Filmproduzentin und Regisseurin polnischer Herkunft
- Katie Paterson (* 1981), Installationskünstlerin
- Gareth Williams (* 1981), Fußballspieler
- Susan Egelstaff (* 1982), Badmintonspielerin
- Alan Gow (* 1982), Fußballspieler
- Sean Biggerstaff (* 1983), Schauspieler
- Chris Burke (* 1983), Fußballspieler
- James McFadden (* 1983), Fußballspieler
- Rustie (* 1983), Musiker, Musikproduzent und DJ
- Anas Sarwar (* 1983), Politiker
- Graeme Smith (* 1983), Fußballspieler
- Craig Beattie (* 1984), Fußballspieler
- Gerry Cinnamon (* 1984), Singer-Songwriter
- Paul Gallagher (* 1984), Fußballspieler
- Roddy Hunter (* 1984), Fußballspieler[28]
- Alan Hutton (* 1984), Fußballspieler
- Imogen Walsh (* 1984), Ruderin
- Mark Wilson (* 1984), Fußballspieler
- Darren Barr (* 1985), Fußballspieler
- Lynne Beattie (* 1985), Volleyballspielerin[29]
- Mark Griffin (* 1985), Politiker (Labour Party)
- David Marshall (* 1985), Fußballtorhüter
- Fraser Patrick (* 1985), Snookerspieler
- Humza Yousaf (* 1985), Politiker (Scottish National Party)
- Jamie Baker (* 1986), Tennisspieler
- Joanne Calderwood (* 1986), Mixed-Martial-Arts-Kämpferin
- Charlotte Dobson (* 1986), Regattaseglerin
- Calum Gourlay (* 1986), Jazz-Bassist
- Jackmaster (1986–2024), House-DJ
- Ross McCormack (* 1986), Fußballspieler
- Stewart McDonald (* 1986), Politiker (Scottish National Party)
- Aiden McGeady (* 1986), Fußballspieler
- Hudson Mohawke (* 1986), Musiker, Musikproduzent und DJ
- Charlie Mulgrew (* 1986), Fußballspieler
- Sophie (1986–2021), Musikproduzentin, Sängerin und DJ
- Wolfgang (* 1986), Wrestler
- Imogen Bankier (* 1987), Badmintonspielerin
- Leanne Crichton (* 1987), Fußballspielerin
- Iain De Caestecker (* 1987), Schauspieler
- Graham Dorrans (* 1987), Fußballspieler
- Emma Fernon (* 1987), Fußballspielerin
- Ludovic Geilich (* 1987), Pokerspieler
- Brian Graham (* 1987), Fußballspieler
- Emily Maguire (* 1987), Hockeyspielerin[30]
- James McArthur (* 1987), Fußballspieler
- Kevin McCann (* 1987), Fußballspieler
- Andy Murray (* 1987), Tennisspieler
- Don Robertson (* 1987), Fußballschiedsrichter
- Robert Snodgrass (* 1987), Fußballspieler
- Katy Townsend (* 1987), Schauspielerin
- Krysty Wilson-Cairns (* 1987), Drehbuchautorin
- Ikechi Anya (* 1988), Fußballspieler
- Laura Bartlett (* 1988), Hockeyspielerin[31]
- Joe Coffey (* 1988), Wrestler
- Michael Jamieson (* 1988), Brustschwimmer
- Stephen McGinn (* 1988), Fußballspieler
- Lisa McHugh (* 1988), Country-Musikerin
- Jordan McMillan (* 1988), Fußballspieler
- Sharon Rooney (* 1988), Schauspielerin
- Chris Bennett (* 1989), Hammerwerfer[32]
- Nikki Cross (* 1989), Wrestlerin
- Barry Douglas (* 1989), Fußballspieler
- Cameron Menzies (* 1989), Dartspieler
- Kieran Merrilees (* 1989), Badmintonspieler
- Jamie Murphy (* 1989), Fußballspieler
- David Templeton (* 1989), Fußballspieler
- Will Atkinson (* 1990), DJ und Musikproduzent
- Mark Coffey (* 1990), Wrestler
- Corrie Dick (* 1990), Jazzmusiker
- James McCarthy (* 1990), Fußballspieler
- Paul McGinn (* 1990), Fußballspieler
- Ruesha Littlejohn (* 1990), irisch-schottische Fußballspielerin
- Johnny Russell (* 1990), Fußballspieler
- Brian Vernel (* 1990), Theater- und Filmschauspieler

#### 1991 bis 2000
- Scott Allan (* 1991), Fußballspieler
- Jennifer Beattie (* 1991), Fußballspielerin
- John Fleck (* 1991), Fußballspieler
- Lauren Gray (* 1991), Curlerin
- Steven Lawless (* 1991), Fußballspieler
- Anthony McGill (* 1991), Snookerspieler
- Robert McHugh (* 1991), Fußballspieler
- Michael O’Halloran (* 1991), Fußballspieler
- Beth Potter (* 1991), Triathletin
- Zander Clark (* 1992), Fußballtorhüter
- Mark Durnan (* 1992), Fußballspieler

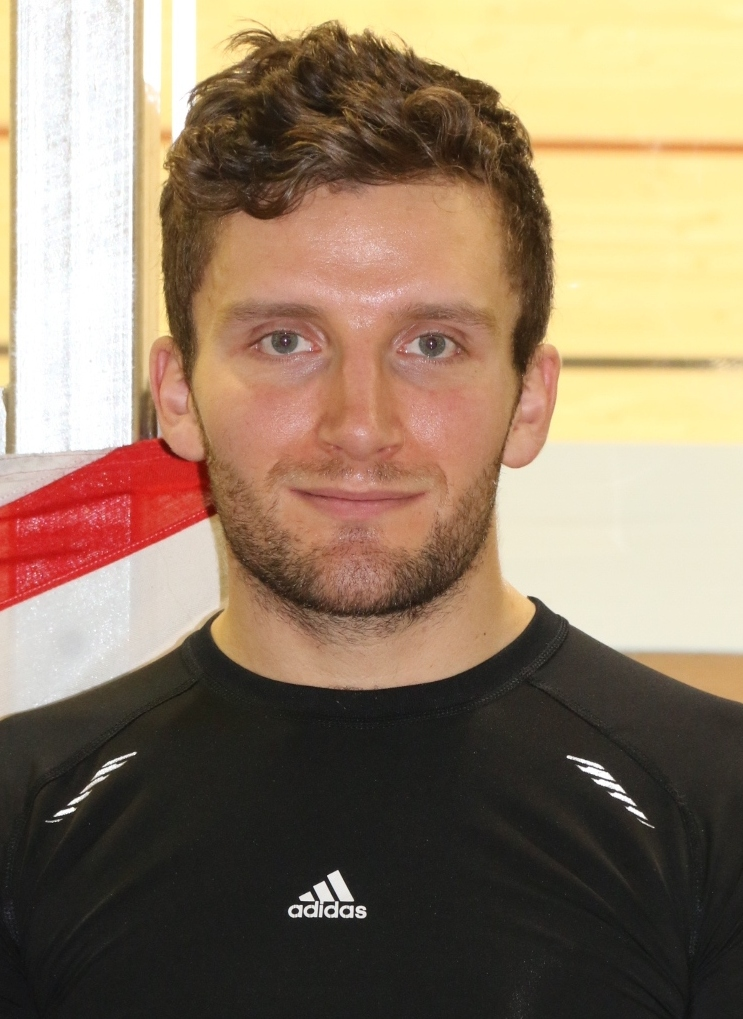
Callum Skinner
(* 1992)

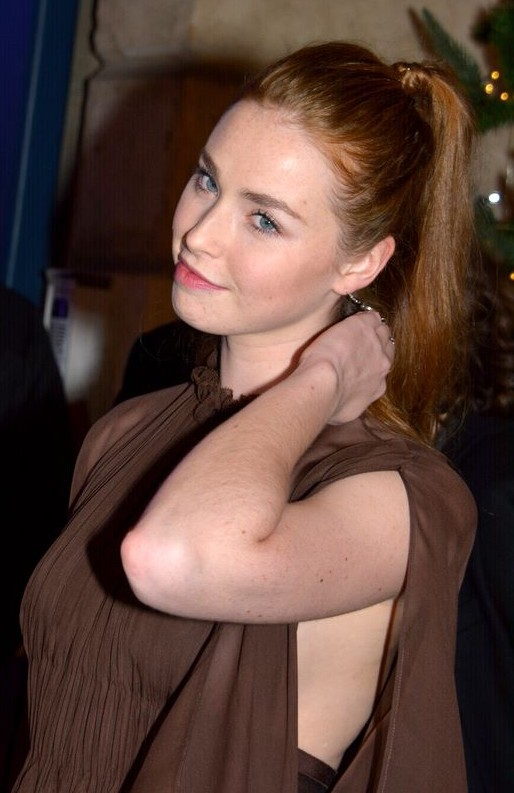
Freya Mavor
(* 1993)

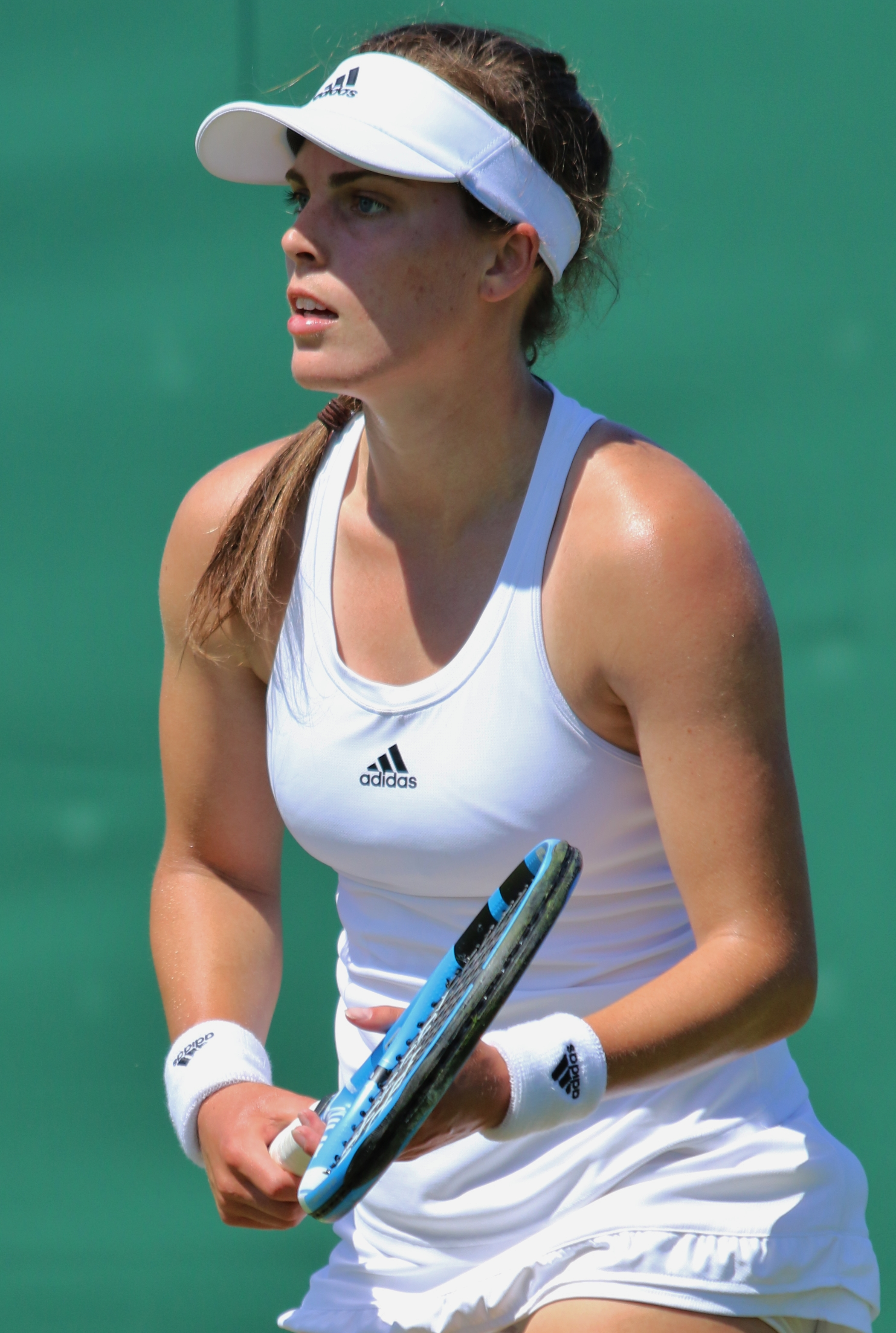
Maia Lumsden
(* 1998)

- Declan Forde (* 1992), Jazz- und Improvisationsmusiker
- Angus Groom (* 1992), Ruderer
- James Keatings (* 1992), Fußballspieler
- Kay Lee Ray (* 1992), Wrestlerin
- Daniel Portman (* 1992), Schauspieler
- Callum Skinner (* 1992), Bahnradsportler
- Nicky Devlin (* 1993), Fußballspieler
- Sean Kelly (* 1993), Fußballspieler
- Lauren Lyle (* 1993), Schauspielerin
- Freya Mavor (* 1993), Schauspielerin und Model
- Dylan McGeouch (* 1993), Fußballspieler
- Callum McGregor (* 1993), Fußballspieler
- Caitlin Pringle (* 1993), Badmintonspielerin
- James Wilby (* 1993), Schwimmer[33]
- Kenny Williams (* 1993), Wrestler
- Joe Chalmers (* 1994), Fußballspieler
- Isla Dawn (* 1994), Wrestlerin
- Nikki Manson (* 1994), Hochspringerin
- John McGinn (* 1994), Fußballspieler
- Declan McManus (* 1994), Fußballspieler
- Jordan Moore (* 1994), Fußballspieler
- Nicholas Percy (* 1994), Leichtathlet
- Andrew Robertson (* 1994), Fußballspieler
- Neil Gourley (* 1995), Leichtathlet
- Jack Hendry (* 1995), Fußballspieler
- Jamie Lindsay (* 1995), Fußballspieler
- Gary Oliver (* 1995), Fußballspieler
- Lawrence Shankland (* 1995), Fußballspieler
- Ross Stewart (* 1995), Fußballspieler
- Jack Baird (* 1996), Fußballspieler
- Synnøve Karlsen (* 1996), Schauspielerin
- Liam Kelly (* 1996), Fußballspieler
- Stevie Mallan (* 1996), Fußballspieler
- Jordan Stewart (* 1996), Fußballspieler
- Dom Thomas (* 1996), Fußballspieler
- Calum Waters (* 1996), Fußballspieler
- Anna Brogan (* 1997), Tennisspielerin
- Scott Martin (* 1997), Fußballspieler
- Kevin Nisbet (* 1997), Fußballspieler
- Duncan Scott (* 1997), Schwimmer
- Sam Wardrop (* 1997), Fußballspieler
- Luke Watt (* 1997), Fußballspieler
- Jamie Brandon (* 1998), Fußballspieler
- Allan Campbell (* 1998), Fußballspieler
- Daniel Harvie (* 1998), Fußballspieler
- Leon Jones (* 1998), Fußballspieler
- Maia Lumsden (* 1998), Tennisspielerin
- Cameron MacPherson (* 1998), Fußballspieler
- Kyle Magennis (* 1998), Fußballspieler
- Calvin Miller (* 1998), Fußballspieler
- Scott Tiffoney (* 1998), Fußballspieler
- Zak Vinter (* 1998), Skirennläufer
- Liam Brown (* 1999), Fußballspieler
- Liam Burt (* 1999), Fußballspieler
- Lewis Gribben (* 1999), Schauspieler
- Michael Johnston (* 1999), Fußballspieler
- Luca Manning (* 1999), Jazzsänger
- Fraser Murray (* 1999), Fußballspieler
- Christopher Grimley (* 2000), Badmintonspieler
- Lewis Mayo (* 2000), Fußballspieler
- Aidan McHugh (* 2000), Tennisspieler
- Kerr McInroy (* 2000), Fußballspieler
- Carlo Pignatiello (* 2000), Fußballspieler
- James Scott (* 2000), Fußballspieler

### 21. Jahrhundert
- Harry Cochrane (* 2001), Fußballspieler
- Daniel MacKay (* 2001), Fußballspieler
- Ethan Erhahon (* 2001), Fußballspieler
- Nathan Patterson (* 2001), Fußballspieler
- Dylan Tait (* 2001), Fußballspieler
- Owen Vinter (* 2001), Skirennläufer
- Steven Bradley (* 2002), Fußballspieler
- Aaron Hickey (* 2002), Fußballspieler
- Lewis Jamieson (* 2002), Fußballspieler
- Kai Kennedy (* 2002), Fußballspieler
- Kyle McClelland (* 2002), nordirisch-schottischer Fußballspieler
- Michael Ruth (* 2002), Fußballspieler
- Robbie Fraser (* 2003), Fußballspieler
- Fergus Tierney (* 2003), schottisch-malaysischer Fußballspieler
- Leon King (* 2004), Fußballspieler
- Katie Shanahan (* 2004), Schwimmerin
- Robbie Ure (* 2004), Fußballspieler
- Rocco Vata (* 2005), irisch-albanischer Fußballspieler

### Geburtsjahr unbekannt
- Marie Thérèse Henderson (* im 20. Jahrhundert), Komponistin und Solosängerin
- Lawrence Keppie (* im 20. Jahrhundert), Althistoriker und provinzialrömischer Archäologe
- Gerald Lepkowski (* im 20. Jahrhundert), Schauspieler
- Susan Montford (* im 20. Jahrhundert), Filmproduzentin, Drehbuchautorin und Filmregisseurin

## Berühmte Einwohner von Glasgow
- John Young (1916–1996), Schauspieler
- Janet Brown (1923–2011), Schauspielerin
- Norman Macfarlane, Baron Macfarlane of Bearsden (1926–2021), Unternehmer, Manager und Politiker der Conservative Party
- Joseph Beltrami (1932–2015), berühmter Strafverteidiger
- Ian Richardson (1934–2007), Schauspieler
- Ian McDiarmid (* 1944), Schauspieler
- Sandra White (* 1951), Politikerin
- Jimmy McCulloch (1953–1979), Musiker
- Margaret Curran (* 1958), Politikerin (Labour Party)
- John Hannah (* 1962), Schauspieler
- David Moyes (* 1963), Fußballspieler und -trainer
- John Rankin Waddell (* 1966), Porträt- und Modefotograf
- Henry Ian Cusick (* 1967), Schauspieler
- Mark Millar (* 1969), Comicautor
- Paul Dickov (* 1972), Fußballspieler
- Robert Stephen (* 1984), Snookerspieler

## In Glasgow gestorbene Persönlichkeiten

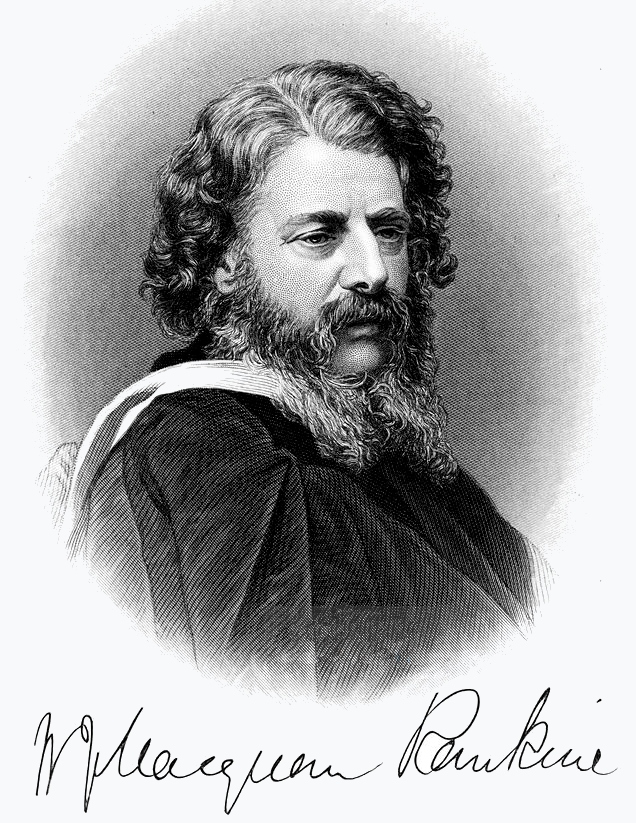
William John Macquorn Rankine
(1820–1872)

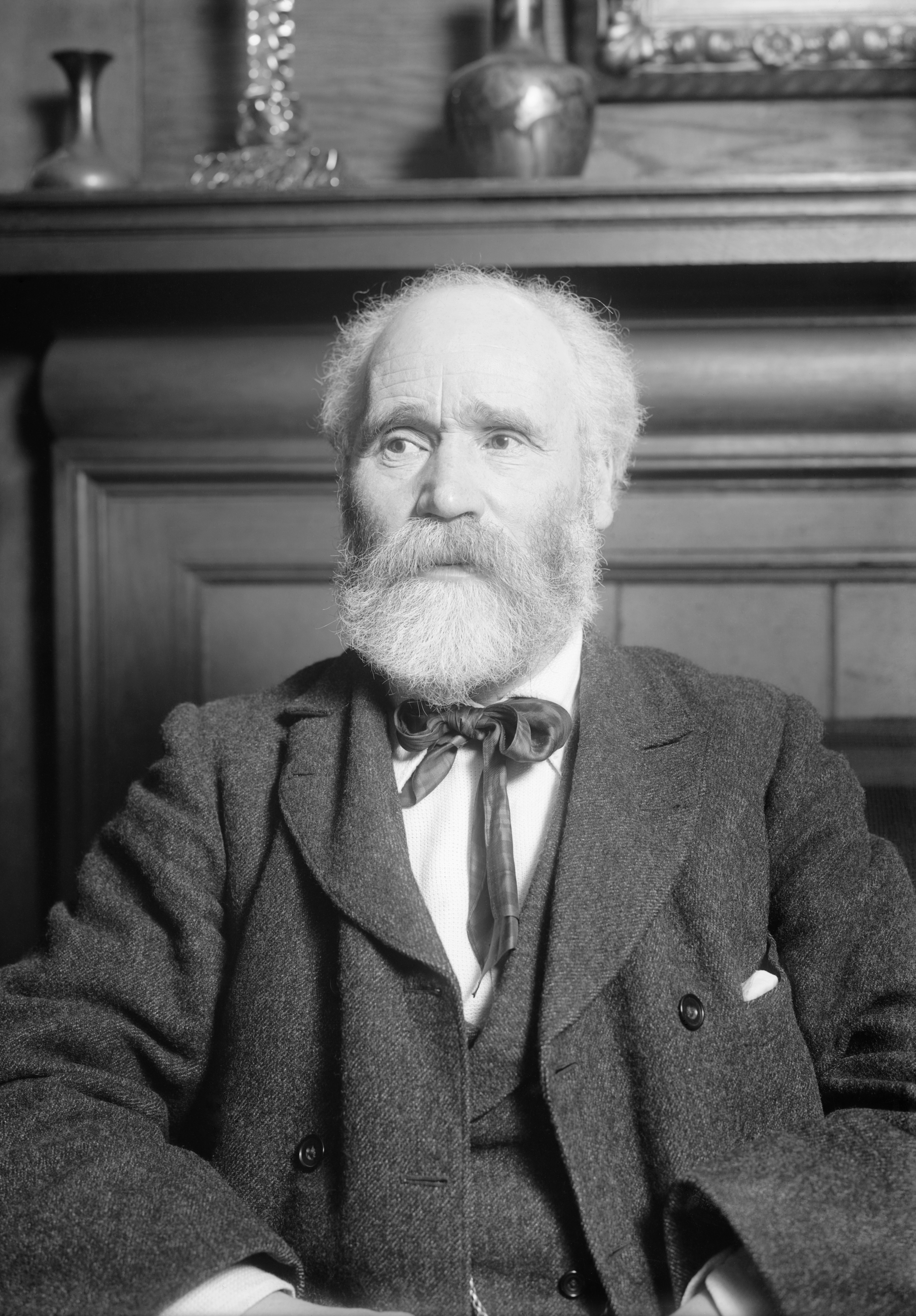
Keir Hardie
(1856–1915)

- Mungo (518–612), Patron der Stadt Glasgow sowie Schottlands; gilt als erster Bischof Glasgows
- George Lokert († 1547), Philosoph
- John Ogilvie († 1615), Mönch im Jesuitenorden und Märtyrer der katholischen Kirche
- Robert Simson (1687–1768), Mathematiker und Geometer
- Francis Hutcheson (1694–1746), Philosoph und Ökonom
- Thomas Reid (1710–1796), Philosoph
- Alexander Wilson (1714–1786), Astronom und Mathematiker
- John Anderson (1726–1796), Naturphilosoph
- James Aird (1750–1795), Musikverleger
- Charles Tennant (1768–1838), Chemiker und Industrieller
- Harry Rainy (1792–1876), Rechtsmediziner
- George Arnott Walker Arnott (1799–1868), Botaniker
- Thomas Clark (1801–1867), Chemiker
- Henry Wells (1805–1878), US-amerikanischer Post-, Bahn- und Transportunternehmer
- Henry Dübs (1816–1876), deutsch-britischer Industrieller
- Adam White (1817–1879), Zoologe
- William John Macquorn Rankine (1820–1872), Physiker und Ingenieur
- James Thomson (1822–1892), irischer Ingenieur, Physiker und Erfinder
- John Kerr (1824–1907), Physiker
- Wilhelm Dittmar (1833–1892), deutsch-britischer Chemiker
- Emma Ritter-Bondy (1838–1894), schottische Pianistin und Musikpädagogin österreichischer Herkunft
- James Blyth (1838–1906), Pionier auf dem Gebiet der Stromerzeugung durch Windkraft
- John Gray McKendrick (1841–1926), Physiologe
- James Thomson Bottomley (1845–1926), irischer Physiker und Chemiker
- William Macewen (1848–1924), Chirurg
- Joseph Taylor (1850–1888), Fußballspieler
- James Lang (1851–1929), Fußballspieler
- Thomas Highet (1853–1907), Fußball- und Cricketspieler
- Keir Hardie (1856–1915), Politiker (Labour Party)
- Dan Doyle (1864–1918), Fußballspieler
- Andrew Baird (1866–1936), Fußballspieler und Golfer
- Gerald Tait (1866–1938), Segler
- Willie Maley (1868–1958), Fußballspieler und -trainer
- John Dewar Cormack (1870–1935), Ingenieur
- Malcolm McVean (1871–1907), Fußballspieler
- Frances MacDonald McNair (1873–1921), Malerin
- John Duncan Fergusson (1874–1961), Maler
- George Hunter (1877–1931), Maler
- Thomas Glen-Coats (1878–1954), Segler und Geschäftsmann
- Tom Nicolson (1879–1951), Hammerwerfer und Kugelstoßer
- Vera Holme (1881–1969), Schauspielerin und Suffragette
- Norah Neilson Gray (1882–1931), Malerin
- George Walter Tyrrell (1883–1961), Geologe und Petrologe
- Gilbert Cook (1885–1951), Ingenieur
- Arnold Wycombe Gomme (1886–1959), Klassischer Philologe und Althistoriker
- Willie Penman (1886–1907), Fußballspieler
- Frank Groundsell (1889–1941), Komiker und Unterhaltungsmusiker
- Harold Bride (1890–1956), Funkoffizier und Marconi-Funker
- John Arnold Cranston (1891–1972), Chemiker
- Hans Honigmann (1891–1943), deutscher Zoologe
- Margaret Morris (1891–1980), Schauspielerin und Tanzpädagogin
- George Blake (1893–1961), Schriftsteller und Redakteur
- Thomas Corbett, 2. Baron Rowallan (1895–1977), Gouverneur von Tasmanien
- Rudolf Schlesinger (1901–1969), österreichischer Soziologe
- Heinrich Walter Cassirer (1903–1979), britisch-deutscher Philosoph
- William Barclay (1907–1978), presbyterianischer Geistlicher, Neutestamentler und Autor
- Ivy Lilian McClelland (1908–2006), Romanistin und Hispanistin
- Ethel MacDonald (1909–1960), Anarchistin und Aktivistin
- John Thomson (1909–1931), Fußballtorhüter
- David Brodie (1910–1996), Hockeyspieler
- Herbert Hasler (1914–1987), Militär und Einhand-Segler
- Thomas Gibson (1915–1993), Chirurg und Immunologe
- Robert Alexander Rankin (1915–2001), Mathematiker
- Edward Boyd (1916–1989), Krimiautor und Drehbuchautor für Filme, TV-Serien und Hörspiele
- Reginald Sprigg (1919–1994), australischer Geologe und Paläontologe
- John Alexander Simpson (1922–2009), Neurologe
- Patrick G. Walsh (1923–2013), Klassischer Philologe
- Peter Pauson (1925–2013), deutsch-britischer Chemiker
- Frank Willett (1925–2006), Kunsthistoriker
- Thomas Joseph Winning (1925–2001), römisch-katholischer Erzbischof von Glasgow
- Peter Manuel (1927–1958), Serienmörder
- Bruce Millan (1927–2013), Politiker
- Dominic Behan (1928–1989), irischer Songwriter und Schriftsteller
- Willie Fernie (1928–2011), Fußballspieler und -trainer
- Douglas M. MacDowell (1931–2010), Altphilologe
- James Goold, Baron Goold (1934–1997), Geschäftsmann und Politiker
- Tom Busby (1936–2003), kanadischer Schauspieler
- Jim Baxter (1939–2001), Fußballspieler
- Bashir Ahmad (1940–2009), Politiker
- Rudolf Kaehr (1942–2016), Schweizer Philosoph und Hochschullehrer
- Bobby Murdoch (1944–2001), Fußballspieler und -trainer
- Sam Galbraith (1945–2014), Politiker
- John Mayhew (1947–2009), Schlagzeuger
- Jóhannes Eðvaldsson (1950–2021), isländischer Fußballspieler